# Schach-Nekrolog
Der Schach-Nekrolog listet die Todesdaten von Personen mit relevantem Bezug zum Themenkreis Schach auf. Dies können beispielsweise Schachspieler, -komponisten, -schiedsrichter und -funktionäre sein, aber auch Persönlichkeiten, die einen relevanten schachlichen Beitrag geleistet haben. An der Ergänzung von Sterbedaten, auch für weiter zurückliegende Zeiträume, wird fortlaufend gearbeitet.

## 2025
| Tag                            | Name                           | bekannt durch                                       | Alter | Beleg |
| ------------------------------ | ------------------------------ | --------------------------------------------------- | ----- | ----- |
| 28. Juli                       | Gavin Wall                     | irischer Schachspieler                              | 56    |       |
| 17. Juli                       | Ryszard Kujawski               | polnischer Fernschachspieler                        | 69    |       |
| 4. Juli                        | Lydyja Semenowa                | ukrainische Schachspielerin                         | 73    |       |
| 28. Juni                       | Tigran Nalbandjan              | armenischer Schachspieler                           | 50    |       |
| 20. Juni                       | Edwin Bhend                    | Schweizer Schachspieler                             | 93    |       |
| Tod bekanntgegeben am 18. Juni | Dimitrije Bjelica              | jugoslawischer Schachautor                          | 89    |       |
| 11. Juni                       | Oleg Nikolenko                 | russischer Schachspieler                            | 65    |       |
| 4. Juni                        | Rachel Crotto                  | US-amerikanische Schachspielerin                    | 66    |       |
| 2. Juni                        | Konrad Kojder                  | polnischer Schachspieler                            | 69    |       |
| 28. Mai                        | Raisa Nevednichaya             | moldauische Fernschachspielerin                     | 81    |       |
| 26. Mai                        | Boris Nevednichy               | moldauischer Schachspieler                          | 86    |       |
| 13. Mai                        | Kurt Jungwirth                 | österreichischer Schachfunktionär                   | 95    |       |
| 12. Mai                        | Vlastimil Hort                 | tschechoslowakisch-deutscher Schachspieler          | 81    |       |
| Tod bekanntgegeben am 10. Mai  | Julio Antonio Hernando Rodrigo | spanischer Schachspieler                            | 45    |       |
| 28. April                      | Petr Neuman                    | tschechischer Schachspieler                         | 47    |       |
| 24. April                      | Fritz Baumbach                 | deutscher Schachspieler                             | 89    |       |
| 4. April                       | Friðrik Ólafsson               | isländischer Schachspieler, FIDE-Präsident          | 90    |       |
| Tod bekanntgegeben am 21. März | Enrique Alejandro Scarella     | argentinischer Schachspieler                        | 53    |       |
| Tod bekanntgegeben am 12. März | Milan Božić                    | serbischer Schachspieler                            | 64    |       |
| 27. Februar                    | Boris Spasski                  | russisch-französischer Schachweltmeister            | 88    |       |
| 26. Februar                    | Corry Vreeken                  | niederländische Schachspielerin                     | 96    |       |
| 22. Februar                    | Kathleen Hindle                | schottische Schachspielerin                         | 76    |       |
| 18. Februar                    | Wilhelm Brinkmann              | deutscher Fernschachspieler                         | 77    |       |
| 4. Februar                     | Stewart Reuben                 | englischer Schachspieler, -schiedsrichter und Autor | 85    |       |
| 2. Februar                     | Peter Enders                   | deutscher Schachspieler                             | 62    |       |
| 30. Januar                     | Ihor Labenskyj                 | ukrainischer Schachspieler                          | 68    |       |
| 17. Januar                     | Wladimir Sutorichin            | russischer Schachspieler                            | 76    |       |
| 16. Januar                     | Federico Manca                 | italienischer Schachspieler                         | 55    |       |
| 5. Januar                      | Robert Hübner                  | deutscher Schachspieler                             | 76    |       |

## 2024
| Tag                                | Name                       | bekannt durch                                                   | Alter | Beleg               |
| ---------------------------------- | -------------------------- | --------------------------------------------------------------- | ----- | ------------------- |
| 30. Dezember                       | Jewgeni Wodjassow          | russischer Schachspieler                                        | 68    |                     |
| Tod bekanntgegeben am 19. Dezember | Ciro Ángel Fernández Bravo | kubanischer Schachspieler                                       | 77    |                     |
| 8. Dezember                        | Milan Mrđa                 | jugoslawischer bzw. kroatischer Schachspieler                   | 70    |                     |
| 8. Dezember                        | Stephen Muhammad           | US-amerikanischer Schachspieler                                 | 62    |                     |
| 3. Dezember                        | Adam Hunt                  | englischer Schachspieler                                        | 44    |                     |
| 2. Dezember                        | José Pinto Paiva           | brasilianischer Schachspieler                                   | 86    |                     |
| 29. November                       | Alois Lanč                 | slowakischer Schachspieler                                      | 76    |                     |
| 17. November                       | Orestes Rodríguez Vargas   | peruanischer Schachspieler                                      | 81    |                     |
| 11. November                       | Jan Kiedrowicz             | polnischer Schachspieler                                        | 64    |                     |
| 9. November                        | Viesturs Meijers           | lettischer Schachspieler                                        | 56    |                     |
| 27. Oktober                        | Albert Blees               | niederländischer Schachspieler                                  | 62    |                     |
| 25. Oktober                        | Manfred Böhnisch           | deutscher Schachspieler                                         | 83    |                     |
| 17. Oktober                        | Rafael Gabdrachmanow       | russischer Schachspieler                                        | 65    |                     |
| 17. Oktober                        | Tadeusz Szafraniec         | polnischer Fernschachspieler                                    | 72    |                     |
| 12. Oktober                        | Walter Harris              | US-amerikanischer Schachspieler                                 | 83    |                     |
| 12. Oktober                        | Gyula Izsák                | ungarischer Schachspieler                                       | 51    |                     |
| 6. Oktober                         | Shimon Kagan               | israelischer Schachspieler                                      | 82    |                     |
| 1. Oktober                         | Zenón Franco Ocampos       | paraguayisch-spanischer Schachspieler                           | 68    |                     |
| 9. September                       | Carlos Bielicki            | argentinischer Schachmeister                                    | 84    | FB Rashit Ziatdinov |
| Tod bekanntgegeben am 5. September | Igor Lutsko                | belarussischer Schachspieler                                    | 62    |                     |
| 28. August                         | Andreas Dückstein          | österreichischer Schachspieler                                  | 97    |                     |
| 23. August                         | Gregor Johann              | internationaler Schiedsrichter und Organisator                  | 55    |                     |
| 11. August                         | Petko Petkow               | bulgarischer Schachkomponist                                    | 82    |                     |
| Tod bekanntgegeben am 31. Juli     | Constantin Ionescu         | rumänischer Schachspieler                                       | 65    |                     |
| 31. Juli                           | Krum Georgiew              | bulgarischer Schachspieler                                      | 66    |                     |
| Tod bekanntgegeben am 28. Juli     | Ján Báňas                  | slowakischer Schachspieler                                      | 77    |                     |
| 25. Juli                           | Wiktor Kart                | sowjetischer bzw. ukrainischer Schachtrainer                    | 95    |                     |
| 22. Juli                           | Dietmar Kolbus             | deutscher Schachspieler                                         | 58    |                     |
| 11. Juli                           | Lukáš Klíma                | tschechischer Schachspieler                                     | 46    |                     |
| 5. Juli                            | Ziaur Rahman               | bangladeschischer Schachgroßmeister                             | 50    |                     |
| 2. Juli                            | Miroslav Pucovski          | serbischer bzw. kroatischer Schachspieler                       | 64    |                     |
| 28. Juni                           | Eugeniusz Iwanow           | polnischer Schachkomponist                                      | 91    |                     |
| 21. Juni                           | Gerhard Hund               | deutscher Schachspieler                                         | 92    |                     |
| 8. Juni                            | Sergei Beschukow           | russischer Schachspieler                                        | 53    |                     |
| 25. Mai                            | Frans Kuijpers             | niederländischer Schachspieler                                  | 83    |                     |
| 22. Mai                            | Oleksandr Bubyr            | ukrainischer Fernschachspieler                                  | 66    |                     |
| 20. Mai                            | Wiktor Stronskyj           | ukrainischer Fernschachspieler                                  | 69    |                     |
| 13. Mai                            | Graham Morrison            | schottischer Schachspieler                                      | 65    |                     |
| 12. Mai                            | Willy de Winter Gallegos   | mexikanischer Schachspieler                                     | 90    |                     |
| 8. Mai                             | Varugeese Koshy            | indischer Schachspieler                                         | 65    |                     |
| 3. Mai                             | Friedrich Karl Volkmann    | österreichischer Schachspieler                                  | 52    |                     |
| 1. Mai                             | Juzefs Petkēvičs           | lettischer Schachspieler                                        | 83    |                     |
| 29. April                          | Faruk Bistrić              | bosnischer Schachspieler                                        | 66    |                     |
| 13. April                          | Joanna Dworakowska         | polnische Schachspielerin                                       | 45    |                     |
| 2. April                           | Jakow Rossomacho           | sowjetischer bzw. russischer Schachkomponist                    | 88    |                     |
| 28. März                           | Igor Rausis                | lettischer bzw. tschechischer Schachspieler                     | 62    |                     |
| 22. März                           | Sarah Hornecker            | deutsche Studienkomponistin und Schachschriftstellerin          | 38    |                     |
| 19. März                           | Jean-Luc Seret             | französischer Schachspieler                                     | 72    |                     |
| 5. März                            | Manuel José Mateus         | angolanischer Schachspieler                                     | ~ 57  |                     |
| 5. März                            | Kari Juhani Sorri          | finnischer Schachspieler                                        | 82    |                     |
| 3. März                            | John Beasley               | britischer Schachkomponist und Mathematiker                     | 84    |                     |
| 28. Februar                        | Lisa Lane                  | US-amerikanische Schachspielerin                                | 90?   |                     |
| 26. Februar                        | Gabriele Just              | deutsche Schachspielerin                                        | 87    |                     |
| 21. Februar                        | George Mortimer Kramer     | US-amerikanischer Schachspieler                                 | 94    |                     |
| Tod gemeldet am 17. Februar        | Srđan Cvetković            | serbischer Schachspieler                                        | 77    |                     |
| Tod gemeldet am 15. Februar        | Pedro Lamas                | uruguayischer Schachspieler                                     | ~ 82  |                     |
| 3. Februar                         | Ernst Bönsch               | deutscher Schachtrainer                                         | 92    |                     |
| 3. Februar                         | Rade Milovanović           | jugoslawischer, bosnischer bzw. US-amerikanischer Schachspieler | 69    |                     |
| Tod gemeldet am 26. Januar         | Gheorghe Candea            | rumänischer Schachspieler                                       | 79    |                     |
| 13. Januar                         | Alexei Paweljew            | russischer Schachspieler                                        | 37    |                     |
| 10. Januar                         | Ignacy Nowak               | polnischer Schachspieler                                        | 74    |                     |
| 8. Januar                          | Jurij Hordian              | sowjetischer bzw. ukrainischer Schachkomponist                  | 86    |                     |

## 2023
| Tag                           | Name                    | bekannt durch                                                      | Alter | Beleg |
| ----------------------------- | ----------------------- | ------------------------------------------------------------------ | ----- | ----- |
| 30. Dezember                  | Hennadij Kosjura        | sowjetischer bzw. ukrainischer Schachkomponist                     | 68    |       |
| 29. Dezember                  | Egbert Meissenburg      | deutscher Schachhistoriker                                         | 86    |       |
| 28. Dezember                  | Wesselin Pantew         | bulgarischer Schachspieler                                         | 52    |       |
| 21. Dezember                  | Janko Bohak             | jugoslawischer bzw. slowenischer Fernschachspieler                 | 88    |       |
| 17. Dezember                  | Nikola Padewski         | bulgarischer Schachspieler                                         | 90    |       |
| 13. Dezember                  | Verica Nedeljković      | jugoslawische Schachspielerin                                      | 94    |       |
| 7. Dezember                   | Alexander Dronow        | russischer Fernschachspieler                                       | 77    |       |
| 4. Dezember                   | Volodia Vaisman         | französischer Schachspieler                                        | 85    |       |
| 23. November                  | Steffen Pedersen        | dänischer Schachspieler                                            | 48    |       |
| 19. November                  | Bedrich Formánek        | slowakischer Schachkomponist und -funktionär                       | 90    |       |
| 17. November                  | Marat Makarow           | russischer Schachspieler                                           | 60    |       |
| 15. November                  | Gáspár Máthé            | ungarischer Schachspieler                                          | 64    |       |
| 11. November                  | Józef Lubas             | polnischer Fernschachspieler                                       | 67    |       |
| 4. November                   | Thierry Manouck         | französischer Schachspieler                                        | 66    |       |
| 3. November                   | Anatoli Kremenezki      | russischer Schachspieler                                           | 84    |       |
| 3. November                   | Bernard Leiber          | deutscher Fernschachspieler                                        | 80    |       |
| 31. Oktober                   | German Chodos           | sowjetischer Schachspieler                                         | 82    |       |
| Tod gemeldet am 30. Oktober   | Jón Adólf Pálsson       | isländischer Fernschachspieler                                     | 93    |       |
| 28. Oktober                   | Jaromír Canibal         | tschechischer Fernschachspieler                                    | 75    |       |
| 22. September                 | Milan Manduch           | slowakischer Fernschachspieler                                     | 72    |       |
| 21. September                 | Jeremy Silman           | US-amerikanischer Schachspieler, -lehrer und -autor                | 69    |       |
| Tod gemeldet am 11. September | Frank Boyd              | englischer Fernschachspieler                                       | 87    |       |
| 22. August                    | Maigonis Avotinš        | lettischer Fernschachspieler                                       | 61    |       |
| 13. August                    | Sergei Kossizyn         | russischer Schachspieler                                           | 67    |       |
| 9. August                     | Aleksandar Matanović    | jugoslawischer Schachspieler und Herausgeber des Schachinformators | 93    |       |
| 31. Juli                      | Jan Przewoźnik          | polnischer Schachspieler                                           | 65    |       |
| 29. Juli                      | Sævar Bjarnason         | isländischer Schachspieler                                         | 69    |       |
| 25. Juli                      | Julio Ostos             | venezolanischer Schachspieler                                      | 69    |       |
| 21. Juli                      | Isabelle Choko          | französische Holocaust-Überlebende und Schachspielerin             | 94    |       |
| 20. Juli                      | Wladimir Iwanow         | russischer Schachspieler                                           | 78    |       |
| Tod gemeldet am 5. Juli       | Ljuben Spassow          | bulgarischer Schachspieler                                         | 80    |       |
| 4. Juli                       | Beat Züger              | Schweizer Schachspieler                                            | 62    |       |
| 2. Juli                       | Rudolf Kolesnykow       | ukrainischer Fernschachspieler                                     | 85    |       |
| 25. Juni                      | Wassyl Kryschaniwskyj   | ukrainischer Schachkomponist                                       | 50    |       |
| 7. Juni                       | Karol Pinkas            | polnischer Schachspieler                                           | 73    |       |
| 6. Juni                       | Dmitri Lossew           | russischer bzw. sowjetischer Schachspieler                         | 67    | [ 1 ] |
| Tod gemeldet am 5. Juni       | Wadym Malachatko        | ukrainischer bzw. belgischer Schachspieler                         | 46    |       |
| 5. Juni                       | Vojko Musil             | slowenischer Schachspieler                                         | 77    |       |
| 16. Mai                       | Boris Khanukov          | sowjetisch-deutscher Schachspieler                                 | 84    |       |
| 11. Mai                       | András Adorján          | ungarischer Schachspieler                                          | 73    |       |
| 10. Mai                       | Sue Maroroa             | neuseeländisch-englische Schachspielerin                           | 32    |       |
| 9. Mai                        | Jewgeni Fomitschew      | russischer Schachkomponist                                         | 59    |       |
| 14. April                     | Wanik Sakarjan          | armenischer Schachspieler und -funktionär                          | 87    |       |
| 1. April                      | Włodzimierz Schmidt     | polnischer Schachspieler                                           | 79    |       |
| 31. März                      | Juri Malinin            | russischer Schachspieler                                           | 63    |       |
| 28. März                      | László Eperjesi         | ungarischer Schachspieler                                          | 79    |       |
| 23. März                      | Jakow Neistadt          | sowjetischer bzw. israelischer Schachspieler und Schachbuchautor   | 99    |       |
| 22. März                      | Milan Bjelajac          | jugoslawischer bzw. serbischer Schachspieler                       | 75    |       |
| 19. März                      | Ivan Hausner            | tschechischer Schachspieler                                        | 70    |       |
| 14. März                      | Nuchim Raschkowski      | russischer Schachspieler                                           | 76    |       |
| 6. März                       | Albert Vasse            | niederländischer Mitgründer von Digital Game Technology (DGT)      | 64    |       |
| 3. März                       | Björn Bente             | deutscher Schachspieler                                            | 49    |       |
| 27. Februar                   | Wassili Gagarin         | russischer Schachspieler                                           | 62    |       |
| 19. Februar                   | João Carlos de Oliveira | brasilianischer Fernschachspieler                                  | 70    |       |
| 17. Februar                   | Rolf Lekander           | schwedischer Fernschachspieler                                     | 76    |       |
| 9. Februar                    | Jorge Vega Fernández    | kubanischer Schachfunktionär                                       | 87    |       |
| 7. Februar                    | Luc Winants             | belgischer Schachspieler                                           | 60    |       |
| 2. Februar                    | Mihail-Viorel Ghindă    | rumänischer Schachspieler                                          | 73    |       |
| 28. Januar                    | Ryszard Skrobek         | polnischer Schachspieler                                           | 71    |       |
| 22. Januar                    | Paul Ellrich            | deutscher Schachspieler                                            | 81    |       |
| 9. Januar                     | Stefan Brzózka          | polnischer Fernschachspieler                                       | 91    |       |
| 1. Januar                     | Lennart Rydholm         | schwedischer Fernschachspieler                                     | 84    |       |

## 2022
| Tag                         | Name                          | bekannt durch                                                          | Alter | Beleg |
| --------------------------- | ----------------------------- | ---------------------------------------------------------------------- | ----- | ----- |
| 24. Dezember                | Anja Hegeler                  | deutsche Schachspielerin                                               | 57    |       |
| 24. Dezember                | Ilkka Juhani Sarén            | finnischer Schachspieler                                               | 82    |       |
| 17. Dezember                | Dieter Hottes                 | deutscher Schachspieler                                                | 87    |       |
| 13. Dezember                | Stefan Reschke                | deutscher Schachspieler                                                | 56    |       |
| 12. Dezember                | Iván Faragó                   | ungarischer Schach-Großmeister                                         | 76    |       |
| 12. Dezember                | Andres Vooremaa               | sowjetischer bzw. estnischer Schachspieler                             | 78    |       |
| 7. Dezember                 | Oleg Dzyuban                  | sowjetischer bzw. kasachischer Schachspieler                           | 72    |       |
| 4. Dezember                 | Alex Sherzer                  | US-amerikanischer Schachspieler                                        | 51    |       |
| 16. November                | Bjørn Brinck-Claussen         | dänischer Schachspieler                                                | 80    |       |
| 11. November                | Francisco Javier Sanz Alonso  | spanischer Schachspieler                                               | 69    |       |
| 26. Oktober                 | Michael Basman                | englischer Schachspieler                                               | 76    |       |
| Tod gemeldet am 26. Oktober | Margit Krasser                | österreichische Schachspielerin                                        | 67    |       |
| 22. Oktober                 | Thomas Henrichs               | deutscher Schachspieler                                                | 49    |       |
| 13. Oktober                 | Sergei Gasparjan              | armenischer Schachkomponist                                            | 70    |       |
| 12. Oktober                 | Konstantin Landa              | russischer Schachspieler                                               | 50    |       |
| 27. September               | Erling Kristiansen            | norwegischer Schachspieler                                             | 85    |       |
| 17. September               | Unto Heinonen                 | finnischer Großmeister der Schachkomposition                           | 75    |       |
| 2. September                | Mišo Cebalo                   | jugoslawischer bzw. kroatischer Schachspieler                          | 77    |       |
| 1. September                | Johannes Eising               | deutscher Schachspieler                                                | 87    |       |
| 27. Juli                    | Wiesława Zając-Makowiecka     | polnische Fernschachspielerin                                          | 85    |       |
| 26. Juli                    | Piotr Mirkowski               | polnischer Fernschachspieler                                           | 68    |       |
| 14. Juli                    | Nikolai Krogius               | sowjetischer und russischer Schachmeister, -funktionär und -autor.     | 91    |       |
| Tod gemeldet am 13. Juli    | Janez Barle                   | slowenischer Schachspieler                                             | 70    |       |
| 13. Juli                    | Igor Naumkin                  | sowjetischer bzw. russischer Schachspieler                             | 56    |       |
| 28. Juni                    | Néstor Tomás Vélez Betancourt | kubanischer Schachspieler                                              | 66?   |       |
| Tod gemeldet am 20. Juni    | Wjatscheslaw Baschkow         | russischer Schachspieler                                               | 60    |       |
| 5. Juni                     | Alexander Nikitin             | sowjetischer bzw. russischer Schachspieler                             | 87    |       |
| 18. Mai                     | Jacques Lambert               | französischer Schachfunktionär                                         | 89    |       |
| 11. Mai                     | Klaus Wockenfuß               | deutscher Schachspieler                                                | 70    |       |
| 7. Mai                      | Juri Awerbach                 | sowjetischer bzw. russischer Schachspieler, -autor und -schiedsrichter | 100   |       |
| 5. Mai                      | José Félix Villarreal         | mexikanischer Schachspieler                                            | ~ 66  |       |
| 30. April                   | Jozef Michenka                | tschechischer Schachspieler                                            | 66    |       |
| 12. April                   | Arne Zwaig                    | norwegischer Schachspieler                                             | 75    |       |
| 6. April                    | Brian Eley                    | englischer Schachspieler                                               | 75    |       |
| 6. April                    | Bela Mesaroš                  | jugoslawischer bzw. serbischer Tischtennis- und Schachspieler          | 70    |       |
| 1. April                    | David William Anderton        | englischer Schachspieler                                               | 80    |       |
| 25. März                    | Josef Augustin                | tschechischer Schachspieler                                            | 79    |       |
| 12. März                    | Ernst Weinzettl               | österreichischer Schachspieler                                         | 63    |       |
| 11. März                    | Heinz Rätsch                  | deutscher Schachspieler und -trainer                                   | 87    |       |
| 3. März                     | Bent Sørensen                 | dänischer Schachspieler                                                | 78    |       |
| 27. Februar                 | Boris Fradkin                 | russischer Schachspieler                                               | 75    |       |
| 23. Februar                 | Emmanuel Senador              | philippinischer Schachspieler                                          | 61    |       |
| 14. Februar                 | Borislav Ivkov                | jugoslawischer bzw. serbischer Schachmeister                           | 88    |       |
| 6. Februar                  | Abram Chassin                 | russischer Schachspieler                                               | 98    |       |
| 5. Februar                  | Leili Pärnpuu                 | estnische Schachspielerin                                              | 72    |       |
| Tod gemeldet am 4. Februar  | Juan Carlos Hase              | argentinischer Schachspieler                                           | 73    |       |
| Tod gemeldet am 4. Februar  | Arthur Feuerstein             | US-amerikanischer Schachspieler                                        | 86    |       |
| 3. Februar                  | Lora Jakowlewa                | russische Schachspielerin                                              | 89    |       |
| 28. Januar                  | Gilles Mirallès               | französischer Schachspieler                                            | 55    |       |
| 24. Januar                  | Mark Zeitlin                  | israelischer Schachspieler sowjetischer Herkunft                       | 78    |       |
| 23. Januar                  | Božidar Đurašević             | jugoslawischer Schachspieler                                           | 88    |       |
| 20. Januar                  | Gerd Rinder                   | deutscher Schachspieler und Schachkomponist                            | 86    |       |
| 17. Januar                  | Kęstutis Labeckas             | litauischer Schachspieler                                              | 33    |       |

## 2021
| Tag                          | Name                          | bekannt durch                                              | Alter | Beleg |
| ---------------------------- | ----------------------------- | ---------------------------------------------------------- | ----- | ----- |
| 31. Dezember                 | Gábor Kállai                  | ungarischer Schachspieler                                  | 62    |       |
| 21. Dezember                 | Tadeusz Baranowski            | polnischer Fernschachspieler                               | 73    |       |
| 19. Dezember                 | Boško Abramović               | serbischer Schachspieler                                   | 70    |       |
| 15. Dezember                 | Margareta Perevoznic          | rumänische Schachspielerin                                 | 85    |       |
| 15. Dezember                 | Andrei Purtow                 | russischer Schachspieler                                   | 63    |       |
| 30. November                 | Jonathan Penrose              | englischer Schachspieler                                   | 88    |       |
| 17. November                 | Volker-Michael Anton          | deutscher Fernschachspieler                                | 70    |       |
| Tod gemeldet am 15. November | Katarina Jovanović-Blagojević | serbische Schachspielerin                                  | 78    |       |
| 14. November                 | Marek Vokáč                   | tschechischer Schachspieler                                | 62    |       |
| 13. November                 | Georg Danner                  | österreichischer Schachspieler                             | 75    |       |
| 7. November                  | Ljudmila Belawenez            | russische Schachspielerin                                  | 81    |       |
| Tod gemeldet am 1. November  | Juri Gorschkow                | russischer Schachspieler                                   | 81    |       |
| 26. Oktober                  | Unto Venäläinen               | finnischer Schachspieler                                   | 77    |       |
| 19. Oktober                  | Antoine Favarel               | französischer Schachspieler                                | 31    |       |
| 11. Oktober                  | Boris Pineda                  | salvadorianischer Schachspieler                            | 62    |       |
| 8. Oktober                   | Grigori Sanakojew             | russischer Fernschachspieler                               | 86    |       |
| 7. Oktober                   | Hans-Otto Herr                | deutscher Fernschachspieler                                | 66    |       |
| 21. September                | João Mário Ribeiro            | portugiesischer Schachspieler                              | 92    |       |
| 6. September                 | Iolo Ceredig Jones            | walisischer Schachspieler                                  | 74    |       |
| Tod gemeldet am 2. September | Irén Károly                   | ungarische Schachspielerin                                 | 89    |       |
| Tod gemeldet am 26. August   | Emelbek Sapar                 | kirgisischer Schachspieler                                 | 62    |       |
| 21. August                   | Arkady Shevelev               | israelischer Schachspieler                                 | 69    |       |
| 18. August                   | Jewgeni Sweschnikow           | russischer Schachspieler                                   | 71    |       |
| 16. August                   | Florentino Garmendez González | mexikanischer Schachspieler                                | ~ 59  |       |
| 2. August                    | Zbigniew Blak                 | polnischer Fernschachspieler                               | 67    |       |
| 1. August                    | Fiorentino Palmiotto          | italienischer Schachspieler                                | 92    |       |
| 30. Juli                     | Kurt Stein                    | US-amerikanischer Fernschachspieler                        | 62    |       |
| 28. Juli                     | István Csom                   | ungarischer Schachspieler                                  | 81    |       |
| Tod gemeldet am 28. Juli     | Dmitry Kajumov                | usbekischer Schachspieler                                  | 72    |       |
| 28. Juli                     | Carlos Paglilla               | argentinischer Schachspieler                               | 67    |       |
| Tod gemeldet am 26. Juli     | Ingo Schütt                   | deutscher Fernschachspieler                                | 86    |       |
| Tod gemeldet am 24. Juli     | Wiktor Scheljandinow          | ukrainischer Schachspieler                                 | 86    |       |
| 18. Juli                     | Valērijs Žuravļovs            | lettischer Schachspieler                                   | 82    |       |
| 10. Juli                     | Nikolai Wekschenkow           | russischer Schachspieler                                   | 63    |       |
| 9. Juli                      | Wladimir Karassjow            | russischer Schachspieler                                   | 83    |       |
| 7. Juli                      | Asela de Armas Pérez          | kubanische Schachspielerin                                 | 66    |       |
| 7. Juli                      | Sürengiin Möömöö              | mongolischer Schachspieler                                 | 91    |       |
| 1. Juli                      | Juri Dochojan                 | russischer Schachspieler                                   | 56    |       |
| Tod gemeldet am 30. Juni     | Carlos García Fernández       | spanischer Schachspieler                                   | 62    |       |
| Tod gemeldet am 30. Juni     | Piet Kroon                    | südafrikanischer Schachspieler                             | 76    |       |
| 24. Juni                     | Waleri Aleschnja              | russischer Fernschachspieler                               | 82    |       |
| Tod gemeldet am 24. Juni     | Aleš Malnar                   | slowenischer Fernschachspieler                             | 56    |       |
| 16. Juni                     | Wolfgang Pieper               | deutscher Schachspieler, -komponist und -trainer           | 56    |       |
| 14. Juni                     | Horst Rittner                 | deutscher Schachspieler, Fernschach-Weltmeister            | 90    |       |
| 13. Juni                     | Carol Jarecki                 | US-amerikanische Schachschiedsrichterin und -organisatorin | 86    |       |
| 12. Juni                     | Pawel Bogumil                 | russischer Schachspieler                                   | 68    |       |
| 1. Juni                      | Román Hernández Onna          | kubanischer Schachspieler                                  | 71    |       |
| Tod gemeldet am 31. Mai      | Stanimir Nikolić              | jugoslawischer bzw. serbischer Schachspieler               | 86    |       |
| 29. Mai                      | Miquel Farré i Mallofré       | katalanischer Pianist und Schachspieler                    | 85    |       |
| 28. Mai                      | Andreea Bollengier            | rumänisch-französische Schachspielerin                     | 46    |       |
| 28. Mai                      | Ihor Waryzkyj                 | ukrainischer Schachspieler                                 | 59    |       |
| 17. Mai                      | Olavo Yépez Obando            | ecuadorianischer Schachspieler                             | 83    |       |
| 6. Mai                       | Guido Kern                    | deutscher Schachspieler und -trainer                       | 60    |       |
| 1. Mai                       | Yves Cheylan                  | französischer Schachkomponist                              | 82    |       |
| 30. April                    | Kęstutis Kaunas               | litauischer Schachspieler                                  | 79    |       |
| Tod gemeldet am 28. April    | Milenko Šibarević             | bosnischer Schachspieler                                   | 76    |       |
| 21. April                    | Hilmar Krüger                 | deutscher Fernschachspieler und Schachfunktionär           | 65    |       |
| 20. April                    | Céline Roos                   | französische Schachspielerin                               | 67    |       |
| 16. April                    | Dmytro Stez                   | ukrainischer Schachspieler                                 | 50    |       |
| 15. April                    | Pawel Drugow                  | russischer Schachspieler und -organisator                  | 46    |       |
| 15. April                    | Knut Jøran Helmers            | norwegischer Schachspieler                                 | 64    |       |
| 11. April                    | Zvonko Juras                  | kroatischer Fernschachspieler                              | 72    |       |
| Tod gemeldet am 26. März     | Miklós Káposztás              | ungarischer Schachspieler                                  | 81    |       |
| 20. März                     | Jefim Rotstein                | deutscher Schachspieler                                    | 87    |       |
| 13. März                     | Nikola Spiridonow             | bulgarischer Schachspieler                                 | 83    |       |
| 26. Februar                  | Odette Vollenweider           | schweizerische Schachkomponistin                           | 87    |       |
| Tod gemeldet am 22. Februar  | Alejandro Montalvo Rosario    | puerto-ricanischer Schachspieler                           | 52    |       |
| 17. Februar                  | Stanisław Kania               | polnischer Schachfunktionär und -schiedsrichter            | 90    |       |
| 4. Februar                   | Michail Sinar                 | ukrainischer Schachkomponist                               | 69    |       |
| 24. Januar                   | Shahzad Mirza                 | pakistanischer Schachspieler                               | 68    |       |
| 20. Januar                   | Apolonia Litwińska            | polnische Schachspielerin                                  | 92    |       |
| 18. Januar                   | Lubomir Kavalek               | US-amerikanischer Schachspieler                            | 77    |       |
| 17. Januar                   | Alexander Pankratow           | russischer Fernschachspieler                               | 48    |       |
| 15. Januar                   | Gildardo García               | kolumbianischer Schachspieler                              | 66    |       |
| 14. Januar                   | Yrjö Rantanen                 | finnischer Schachspieler                                   | 70    |       |
| 8. Januar                    | Květa Eretová                 | tschechische Schachspielerin                               | 94    |       |

## 2020
| Tag                          | Name                     | bekannt durch                                                        | Alter | Beleg |
| ---------------------------- | ------------------------ | -------------------------------------------------------------------- | ----- | ----- |
| Tod gemeldet am 30. Dezember | Vytautas Zigmas Vaitonis | litauischer Schachspieler                                            | 78    |       |
| Tod gemeldet am 28. Dezember | Gyula Horváth            | ungarischer Schachspieler                                            | 69    |       |
| 18. Dezember                 | Igor Blechzin            | russischer Schachspieler                                             | 79    |       |
| 17. Dezember                 | Krzysztof Bulski         | polnischer Schachspieler                                             | 33    |       |
| 13. Dezember                 | Vytautas Sutkus          | litauischer Fernschachspieler                                        | 71    |       |
| 5. Dezember                  | Slobodan Mirković        | serbischer Schachspieler                                             | 62    |       |
| Tod gemeldet am 2. Dezember  | János Rigó               | ungarischer Schachspieler                                            | 72    |       |
| 24. November                 | Eduard Buchman           | russischer Schachspieler                                             | 79    |       |
| 23. November                 | Karl Janetschek          | österreichischer Schachspieler                                       | 80    |       |
| 22. November                 | Wassili Malinin          | russischer Schachspieler                                             | 64    |       |
| Tod gemeldet am 15. November | Wolodymyr Buturyn        | ukrainischer Schachspieler                                           | 76    |       |
| 2. November                  | Leopold Szwedowski       | polnischer Schachkomponist                                           | 88    |       |
| 1. November                  | Markus Stangl            | deutscher Schachspieler                                              | 51    |       |
| 13. Oktober                  | Raimundo García          | argentinischer Schachspieler                                         | 84    |       |
| 12. Oktober                  | Donald A. Smedley        | britischer Schachkomponist und Bridgespieler                         | 86    |       |
| 5. Oktober                   | Adérito Pedro            | angolanischer Schachspieler                                          | 44    |       |
| Tod gemeldet am 5. Oktober   | Eleonora Antonia Mihai   | rumänische Fernschachspielerin                                       | 72    |       |
| 16. September                | Francisco Trois          | brasilianischer Schachspieler                                        | 74    |       |
| 13. September                | Dmitri Schtscherbin      | russischer Schachspieler                                             | 59    |       |
| 4. September                 | Dmitry Svetushkin        | moldauischer Schachspieler                                           | 40    |       |
| 2. September                 | Nikolaos Skalkotas       | griechischer Schachspieler                                           | 70    |       |
| 26. August                   | Jan Sikora-Lerch         | tschechischer Schachspieler                                          | 77    |       |
| 24. August                   | Tomas Carnstam           | schwedischer Fernschachspieler                                       | 71    |       |
| 24. August                   | Wolfgang Uhlmann         | deutscher Schachspieler                                              | 85    |       |
| 17. August                   | Aníbal Gamboa González   | venezolanischer Schachspieler                                        | 72    |       |
| Tod gemeldet am 21. August   | Miron Sher               | US-amerikanischer Schachspieler                                      | 68    |       |
| 15. Juli                     | Branko Stanojević        | serbischer Schachspieler                                             | 77    |       |
| 2. Juli                      | Sergei Rumjanzew         | russischer Schachkomponist und Löser von Schachkompositionen         | 64    |       |
| 18. Juni                     | Walter Wittmann          | österreichischer Schachspieler                                       | 72    |       |
| 17. Juni                     | Michel Nguélé Viang      | kamerunischer Schachfunktionär                                       | 71    |       |
| 30. Mai                      | Boļeslavs Voļaks         | lettischer Posaunist und Fernschachspieler                           | 75    |       |
| 27. Mai                      | Krzysztof Żołnierowicz   | polnischer Schachspieler                                             | 58    |       |
| 17. Mai                      | Tatjana Lematschko       | Schweizer, ehemals bulgarische Schachspielerin sowjetischer Herkunft | 72    |       |
| 10. Mai                      | Jerzy Pokojowczyk        | polnischer Schachspieler                                             | 71    |       |
| 8. Mai                       | Iepe Rubingh             | niederländischer Aktionskünstler und Erfinder des Schachboxens       | 45    |       |
| tot aufgefunden am 1. Mai    | Igor Sinelnikow          | russischer Shōgi- und Schachspieler                                  | 78    |       |
| 28. April                    | Gertrude Baumstark       | rumänisch-deutsche Schachspielerin                                   | 78    |       |
| 28. April                    | Alexander Münninghoff    | niederländischer Autor und Journalist                                | 76    |       |
| 22. April                    | Yves Tallec              | französischer Schachkomponist und -funktionär                        | 92    |       |
| 20. April                    | Arsen Jeghiasarjan       | armenischer Schachspieler                                            | 49    |       |
| 20. April                    | Don Schultz              | US-amerikanischer Schachfunktionär                                   | 83    |       |
| 20. April                    | Anicetas Uogelė          | litauischer Schachspieler                                            | 87    |       |
| 31. März                     | Bob Hasan                | indonesischer Geschäftsmann und FIDE-Ehrenmitglied                   | 89    |       |
| 30. März                     | Arianne Caoili           | australische Schachspielerin philippinischer Herkunft                | 33    |       |
| Tod gemeldet am 30. März     | Eduardo Mieles Viteri    | ecuadorianischer Schachfunktionär                                    | 65    |       |
| 13. März                     | Joachim Franz            | deutscher Schachspieler                                              | 85    |       |
| 9. März                      | Richard Kenneth Guy      | britisch-kanadischer Mathematiker und Schachkomponist                | 103   |       |
| 5. März                      | Stanislaw Bogdanowytsch  | ukrainischer Schachspieler                                           | 27    |       |
| 5. März                      | Claus Dieter Meyer       | deutscher Schachspieler, -autor und -trainer                         | 73    |       |
| 28. Februar                  | Hennadij Kusmin          | ukrainischer Schachspieler                                           | 74    |       |
| 16. Februar                  | Veijo Mäki               | finnischer Schachspieler                                             | 61    |       |
| 15. oder 16. Februar         | Heinz Schaufelberger     | Schweizer Schachspieler                                              | 72    |       |
| 13. Februar                  | Maciej Rutkowski         | polnischer Schachspieler                                             | 32    |       |
| Tod gemeldet am 23. Januar   | Michail Luschenkow       | russischer Schachspieler                                             | 34    |       |
| 13. Januar                   | Radoslav Simić           | serbischer Schachspieler                                             | 71    |       |

## 2019
| Tag                          | Name                  | bekannt durch                                                      | Alter | Beleg |
| ---------------------------- | --------------------- | ------------------------------------------------------------------ | ----- | ----- |
| 30. Dezember                 | Beatriz Alfonso Nogué | spanische Schachspielerin                                          | 51    |       |
| 25. Dezember                 | Ľudovít Lačný         | slowakischer Schachkomponist                                       | 93    |       |
| 21. Dezember                 | Franjo Lovaković      | kroatischer Fernschachspieler                                      | 67    |       |
| 18. Dezember                 | Roman Skomorochin     | russischer Schachspieler                                           | 50    |       |
| Tod gemeldet am 24. November | Miroslav Tošić        | serbischer Schachspieler                                           | 59    |       |
| 19. November                 | Péter Szilágyi        | ungarischer Schachspieler                                          | 82    |       |
| Tod gemeldet am 2. November  | Tamar Chmiadaschwili  | georgische Schachspielerin                                         | 74    |       |
| 22. Oktober                  | Albin Pötzsch         | deutscher Schachautor                                              | 83    |       |
| 14. Oktober                  | Andrzej Kwilecki      | polnischer Meisterspieler und Soziologe                            | 90    |       |
| 11. Oktober                  | György Bakcsi         | ungarischer Schachkomponist                                        | 86    |       |
| 5. Oktober                   | Wladimir Koslow       | russischer Schachspieler                                           | 69    |       |
| 23. September                | Harri Hurme           | finnischer Schachspieler und Löser von Schachkompositionen         | 74    |       |
| 11. September                | Zbigniew Szymczak     | polnischer Schachspieler                                           | 67    |       |
| 4. September                 | Nenad Šulava          | kroatischer Schachgroßmeister                                      | 56    |       |
| 26. August                   | Pál Benkő             | ungarisch-US-amerikanischer Schachgroßmeister und Studienkomponist | 91    |       |
| Tod gemeldet am 21. August   | Oleh Kalinin          | ukrainischer Schachspieler                                         | 62    |       |
| 1. August                    | Karl-Heinz Podzielny  | deutscher Schachspieler                                            | 64    |       |
| 19. Juli                     | Mohammad Rafiq Khan   | indischer Schachspieler                                            | 73    |       |
| 18. Juli                     | Peter Staller         | deutscher Schachspieler                                            | 77    |       |
| 15. Juli                     | Michail Archangelski  | russischer Schachspieler                                           | 70    |       |
| 6. Juli                      | Ragnar Hoen           | norwegischer Schachspieler und -trainer                            | 78    |       |
| 30. Juni                     | Krzysztof Pytel       | polnisch-französischer Schachspieler                               | 74    |       |
| 26. Juni                     | Miroslav Desančić     | Schweizer Schachspieler und Mäzen                                  | 70    |       |
| 8. Mai                       | Jens Beutel           | deutscher Politiker und Schirmherr der Chess Classics Mainz        | 72    |       |
| 5. Mai                       | Oleksandr Wajsman     | ukrainischer Schachspieler und -trainer                            | 80    |       |
| 27. April                    | Dieter Kutzborski     | deutscher Schachkomponist                                          | 71    |       |
| Tod gemeldet am 25. April    | Peter Welz            | deutscher Schachspieler                                            | 74    |       |
| Tod gemeldet am 12. April    | Nikolai Luschnikow    | russischer Schachspieler                                           | 41    |       |
| 31. März                     | Eva Moser             | österreichische Schachspielerin                                    | 36    |       |
| 26. März                     | Josef Nun             | tschechischer Schachspieler                                        | 85    |       |
| 4. März                      | John Menke            | US-amerikanischer Fernschachspieler                                | 79    |       |
| 13. Februar                  | Predrag Trajković     | serbischer Schachspieler                                           | 48    |       |
| Tod gemeldet am 8. Februar   | Uwe Baumgardt         | deutscher Fernschachspieler                                        | 56    |       |
| 7. Februar                   | Bernhard Schippan     | deutscher Schachspieler                                            | 72    |       |
| 4. Februar                   | Otto Dietze           | deutscher Schachspieler, Autor und Übersetzer                      | 91    |       |
| 3. Februar                   | Hermann Skarke        | deutscher Fernschachspieler                                        | 87    |       |
| 8. Januar                    | Khosro Harandi        | iranischer Schachspieler                                           | 68    |       |

## 2018
| Tag                        | Name                      | bekannt durch                                                                        | Alter  | Beleg |
| -------------------------- | ------------------------- | ------------------------------------------------------------------------------------ | ------ | ----- |
| 24. Dezember               | Eduard Dubow              | russischer Schachschiedsrichter                                                      | 80     |       |
| 24. Dezember               | Gheorghe Rotariu          | rumänischer Fernschachspieler                                                        | 85     |       |
| 17. Dezember               | Werner Stern              | deutscher Fernschachspieler                                                          | 86     |       |
| 15. Dezember               | Milunka Lazarević         | jugoslawische Schachspielerin                                                        | 86     |       |
| 6. Dezember                | Győző Forintos            | ungarischer Schachspieler                                                            | 83     |       |
| 6. Dezember                | Marina Zelić              | kroatische Fernschachspielerin                                                       | 71     |       |
| 5. Dezember                | Phillip John Viner        | australischer Fernschachspieler                                                      | 91     | ,     |
| 29. November               | Ruth Haring               | US-amerikanische Schachspielerin                                                     | 63     |       |
| 16. November               | Valer-Vasile Demian       | rumänischer Fernschachspieler                                                        | 83     |       |
| 8. November                | Klaus Gohde               | Ehrenmitglied des Deutschen Schachbundes                                             | 89     |       |
| 7. November                | Renato Pereira            | portugiesischer Schachspieler                                                        | 73     |       |
| 5. November                | Herbert Lang              | deutscher Fernschachspieler                                                          | 77     |       |
| 4. November                | António José Brito Moura  | portugiesischer Fernschachspieler                                                    | 62     |       |
| 3. November                | Eric Schiller             | US-amerikanischer Schachautor                                                        | 63     |       |
| 30. Oktober                | Hajo Gnirk                | deutscher Schachfunktionär                                                           | 76     |       |
| 23. Oktober                | Ervin Haág                | ungarischer Schachspieler                                                            | 85     |       |
| 21. Oktober                | Tan Chin Nam              | malaysischer Schachfunktionär                                                        | 92     |       |
| 16. September              | Leonid Kernaschyzkyj      | ukrainischer Schachspieler                                                           | 70     |       |
| 15. September              | Peggy Clarke              | englische Schachspielerin                                                            | 80     |       |
| 15. September              | Ateş Ülker                | türkischer Schachspieler                                                             | 70     |       |
| 31. August                 | Philip Short              | irischer Schachspieler                                                               | 58     | ,     |
| 28. August                 | Alfredo Manuel Pietrobono | argentinischer Fernschachspieler                                                     | 85     |       |
| 13. August                 | Choo Kwee Giam            | singapurischer Schachspieler                                                         | 76     |       |
| 13. August                 | Lorenz Maximilian Drabke  | deutscher Schachspieler                                                              | 33     |       |
| 4. August                  | Erwin Nievergelt          | Schweizer Schachspieler                                                              | 89     |       |
| 3. August                  | Liban Van Damme           | belgischer Fernschachspieler                                                         | 90     |       |
| 26. Juli                   | Aloyzas Kveinys           | litauischer Schachspieler                                                            | 56     |       |
| 21. Juni                   | Virgil Nestorescu         | rumänischer Schachkomponist                                                          | 89     |       |
| Tod gemeldet am 9. Juni    | David Lafarga Santorromán | spanischer Fernschachspieler                                                         | 51     |       |
| 26. Mai                    | Zbigniew Księski          | polnischer Schachspieler                                                             | 64     |       |
| 25. Mai                    | Roberto Debarnot          | argentinischer Schachspieler                                                         | 70     |       |
| Tod gemeldet am 21. Mai    | Ernesto Juliá             | argentinischer Schachspieler                                                         | 57     |       |
| 20. Mai                    | Herbert Scheidt           | deutscher Schachfunktionär                                                           | 73     |       |
| 10. Mai                    | Jewgeni Wassjukow         | sowjetischer bzw. russischer Schachspieler                                           | 85     |       |
| 22. April                  | Nino Churzidse            | georgische Schachspielerin                                                           | 42     |       |
| 15. April                  | Wladimir Turkow           | russischer Fernschachspieler                                                         | 54     |       |
| 22. März                   | Johan van Hulst           | niederländischer Politiker, Pädagoge und Schachspieler                               | 107    |       |
| 18. März                   | István Schrancz           | ungarischer Fernschachspieler                                                        | 74     |       |
| 1. März                    | Gisbert Jacoby            | deutscher Schachspieler und -trainer, Mitbegründer und Geschäftsführer von ChessBase | 74     |       |
| 1. März                    | Anatoli Lein              | sowjetischer bzw. US-amerikanischer Schachgroßmeister                                | 86     |       |
| 28. Februar                | Stefán Kristjánsson       | isländischer Schachgroßmeister                                                       | 35     |       |
| 16. Februar                | Juri Fokin                | russischer Schachkomponist                                                           | 92     |       |
| 12. Februar                | Ilye Figler               | moldauisch-US-amerikanischer Schachspieler                                           | 70     |       |
| 30. Januar                 | Marilyn Simmons           | US-amerikanische Schachspielerin                                                     | 69     |       |
| 27. Januar                 | Max Zavanelli             | US-amerikanischer Fernschachspieler                                                  | 71/72? |       |
| Tod gemeldet am 22. Januar | Arkadi Berow              | ukrainischer Schachspieler                                                           | 80     |       |
| 20. Januar                 | Anatoli Sytschow          | russischer Fernschachspieler                                                         | 85     |       |
| Datum unbekannt            | Mike Nicholson            | englischer Fernschachspieler                                                         | 79     |       |
| Datum unbekannt            | Vilnis Strautiņš          | lettischer Fernschachspieler und Flötist                                             | 78/79? |       |

## 2017
| Tag                         | Name                             | bekannt durch                                                        | Alter | Beleg |
| --------------------------- | -------------------------------- | -------------------------------------------------------------------- | ----- | ----- |
| 22. Dezember                | Anton Csulits                    | deutscher Schachspieler                                              | 75    |       |
| 18. Dezember                | Bogusław Sygulski                | polnischer Schachspieler                                             | 60    |       |
| 16. Dezember                | Reinhart Fuchs                   | deutscher Schachspieler                                              | 83    |       |
| 16. Dezember                | George Pyrich                    | schottischer Fernschachspieler                                       | 66    |       |
| 15. Dezember                | Carlos Flores Gutiérrez          | spanischer Fernschachspieler                                         | 84?   |       |
| 8. Dezember                 | Wladimir Issupow                 | russischer Schachspieler                                             | 62    |       |
| 23. November                | John Toothill                    | englischer Fernschachspieler                                         | 79    |       |
| 16. November                | Waleri Jandemirow                | russischer Schachspieler                                             | 54    |       |
| 14. November                | Mahfoud Boudiba                  | algerischer Schachspieler                                            | 51    |       |
| 13. November                | Beryl Hughes                     | walisische Schachspielerin                                           | 85/86 |       |
| 30. Oktober                 | Algimantas Butnorius             | litauischer Schachspieler                                            | 70    |       |
| 30. Oktober                 | Colin Gilbert                    | walisischer Schachspieler                                            | 85    |       |
| 28. Oktober                 | Ardiansyah                       | indonesischer Großmeister                                            | 65    |       |
| 13. Oktober                 | William Lombardy                 | US-amerikanischer Schachspieler                                      | 79    |       |
| 9. Oktober                  | Norbert Janzen                   | deutscher Fernschachspieler                                          | 61    |       |
| 1. Oktober                  | Larissa Volpert                  | estnische Philologin und Schachspielerin                             | 91    |       |
| 12. September               | Jiljí Bureš                      | tschechischer Fernschachspieler                                      | 73    |       |
| Tod gemeldet am 25. August  | Jean Lamothe                     | haitianischer Schachspieler und -funktionär                          | ??    |       |
| 18. August                  | Mirosława Litmanowicz            | polnische Schachspielerin                                            | 88    |       |
| 17. August                  | Corvin Radovici                  | rumänischer Schachspieler                                            | 85    |       |
| 16. August                  | Matthias Schurade                | deutscher Schachspieler                                              | 58    |       |
| 8. August                   | Filip Ljubičić                   | kroatischer Schachspieler                                            | 52    |       |
| 2. oder 3. August           | Wjatscheslaw Chodko              | russischer Schachspieler                                             | 65    |       |
| 2. Juli                     | Wolodymyr Malanjuk               | ukrainischer Schachspieler                                           | 59    |       |
| 2. Juli                     | Tatjana Satulowskaja             | israelische, früher russische bzw. sowjetische Schachspielerin       | 81    |       |
| 28. Juni                    | Massoud Amir Sawadkuhi           | deutsch-iranischer Schachspieler                                     | 74    |       |
| 19. Juni                    | Zoltán Sárosy                    | ungarisch-kanadischer Schachspieler                                  | 110   |       |
| 13. Juni                    | Ljubica Jocić-Živković           | jugoslawische Schachspielerin                                        | 80    |       |
| 5. Juni                     | Josef Kupper                     | Schweizer Schachspieler und -komponist                               | 85    |       |
| 29. Mai                     | Stefano Tatai                    | italienischer Schachspieler                                          | 79    |       |
| 26. Mai                     | Hillel Aloni                     | israelischer Schachkomponist                                         | 79    |       |
| 22. Mai                     | Wiktar Kuprejtschyk              | belarussischer, früher sowjetischer Schachspieler                    | 67    |       |
| 4. Mai                      | Béla Lengyel                     | ungarischer Schachspieler                                            | 67    |       |
| 28. April                   | Hans Holländer                   | deutscher Kunsthistoriker mit einem Schwerpunkt zur Schachgeschichte | 85    |       |
| 26. April                   | Tamás Erdélyi                    | ungarischer Schachspieler, -trainer und -turnierveranstalter         | 64    |       |
| 18. April                   | Charles Kuwaza                   | zimbabwischer Schachfunktionär                                       | ?     |       |
| 17. April                   | Günter Fiensch                   | deutscher Fernschachspieler                                          | 83    |       |
| 10. April                   | Keith Richardson                 | englischer Fernschachspieler                                         | 75    |       |
| 5. April                    | Arthur Bisguier                  | US-amerikanischer Großmeister                                        | 87    |       |
| 28. März                    | Iluska Pereira da Cunha Simonsen | brasilianische Fernschachspielerin                                   | 76    |       |
| 10. März                    | Nikolay Minev                    | US-amerikanischer Schachspieler bulgarischer Herkunft                | 85    |       |
| 8. März                     | Ryhor Isserman                   | belarussisch-deutscher Meisterspieler                                | 65    |       |
| 28. Februar                 | Walter Shipman                   | US-amerikanischer Schachspieler                                      | 87    |       |
| Tod gemeldet am 23. Februar | Enver Bukić                      | slowenischer Schachspieler                                           | 79    |       |
| 19. Februar                 | Hillar Kärner                    | estnischer Schachspieler                                             | 81    |       |
| um den 18. Februar          | John Denley Mills                | walisischer Schachspieler                                            | 71/72 |       |
| 17. Februar                 | Anatoli Matschulski              | russischer Schachspieler                                             | 60    |       |
| 9. Februar                  | Viktoras Milvydas                | litauischer Schachspieler, Bauingenieur und Pferdesportfunktionär    | 84    |       |
| 6. Februar                  | Raymond Smullyan                 | US-amerikanischer Schachautor und -komponist                         | 97    |       |
| Tod gemeldet am 4. Februar  | Oleksandr Nossenko               | ukrainischer Schachspieler                                           | 49    |       |
| 31. Januar                  | Wladimir Poletow                 | russischer Schachspieler                                             | 67    |       |
| 24. Januar oder 25. Januar  | Ralph Basden                     | australischer Fernschachspieler                                      | 61    |       |
| 21. Januar                  | Cristina-Adela Foișor            | rumänische Schachspielerin                                           | 49    |       |
| 13. Januar                  | Hans Berliner                    | US-amerikanischer Fernschachspieler                                  | 87    |       |
| 9. Januar                   | Kurt Lellinger                   | deutscher Schachpädagoge                                             | 78    |       |
| 8. Januar                   | Helmut Lange                     | deutscher Schachspieler                                              | 80    |       |
| 1. Januar                   | Samuel Schweber                  | argentinischer Schachspieler                                         | 80    |       |

## 2016
| Tag                            | Name                       | bekannt durch                                                            | Alter | Beleg |
| ------------------------------ | -------------------------- | ------------------------------------------------------------------------ | ----- | ----- |
| Tod gemeldet am 1. Januar 2017 | Alexander Chassin          | russischer Schachspieler                                                 | 65    |       |
| 25. Dezember                   | Aschot Anastassjan         | armenischer Schachspieler                                                | 52    |       |
| 19. Dezember                   | Gennadi Anoschin           | russischer Geologe und Schachspieler                                     | 78    |       |
| 15. Dezember                   | François Chevaldonnet      | französischer Schachspieler                                              | 66    |       |
| 28. November                   | Mark Taimanow              | russisch-sowjetischer Pianist und Schachspieler                          | 90    |       |
| 26. November                   | Juri Jelissejew            | russischer Schachspieler                                                 | 20    |       |
| Tod gemeldet am 23. November   | Darko Gliksman             | kroatischer Schachspieler                                                | 79    |       |
| 11. November                   | Wilfried Hilgert           | deutscher Schachmäzen                                                    | 83    |       |
| im Oktober                     | Joop van Oosterom          | niederländischer Fernschachspieler und Schachmäzen                       | 78    |       |
| 29. Oktober                    | Samuil Schuchowizki        | russischer Schachspieler                                                 | 99    |       |
| 24. Oktober                    | Jewgeni Gik                | russischer Schachspieler und -autor                                      | 73    |       |
| 15. Oktober                    | Tőnu Tiits                 | estnischer Fernschachspieler                                             | 78    |       |
| 14. Oktober                    | Ken Bowyer                 | englischer Fernschachspieler                                             | ??    |       |
| Tod gemeldet am 13. Oktober    | Halyna Schljachtytsch      | ukrainische Schachspielerin                                              | 44    |       |
| 26. September                  | Mark Dworezki              | russischer Schachspieler, -trainer und -autor                            | 68    |       |
| 22. September                  | Vladimir Sălceanu          | rumänischer Fernschachspieler                                            | 82    |       |
| Tod gemeldet am 22. September  | Atanas Kolarow             | bulgarischer Schachspieler                                               | 82    |       |
| 18. September                  | Jorge Rubinetti            | argentinischer Schachspieler                                             | 71    |       |
| 5. September                   | Petr Boukal                | tschechischer Fernschachspieler                                          | 69    |       |
| 21. August                     | Michael Schmidt            | deutscher Schachfunktionär                                               | 71    |       |
| 19. August                     | Maxim Bloch                | russischer Fernschachspieler                                             | 56    |       |
| 10. August                     | Sergei Chawski             | russischer Schachspieler und -trainer                                    | 88    |       |
| 8. August                      | Howhannes Danieljan        | armenischer Schachgroßmeister                                            | 42    |       |
| 30. Juli                       | Smilja Vujosevic           | kanadische Schachspielerin                                               | 81    |       |
| 12. Juli                       | Fritz Hoffmann             | deutscher Schachkomponist                                                | 83    |       |
| 11. Juli                       | Mircea Dabija              | rumänischer Fernschachspieler                                            | 80    |       |
| 1. Juli                        | Goran Vojinović            | serbischer Schachspieler                                                 | 53    |       |
| 29. Juni                       | Werner Reichenbach         | deutscher Schachspieler                                                  | 80    |       |
| 25. Juni                       | Alfred Deuel               | sowjetischer bzw. US-amerikanischer Fernschachspieler und Schiedsrichter | 82    |       |
| 15. Juni                       | Zvonimir Meštrović         | bosnisch-slowenischer Schachspieler                                      | 71    |       |
| 14. Juni                       | Joseph DeMauro             | US-amerikanischer Fernschachspieler                                      | 69    |       |
| 12. Juni                       | Danny Kopec                | US-amerikanischer Schachspieler                                          | 62    |       |
| 6. Juni                        | Frank Kim Berry            | US-amerikanischer Schachhistoriker                                       | 70    |       |
| 6. Juni                        | Viktor Kortschnoi          | sowjetisch-schweizerischer Schachspieler                                 | 85    |       |
| 6. Juni                        | Herman Suradiradja         | indonesischer Schachspieler                                              | 68    |       |
| 26. Mai                        | Arturo Pomar Salamanca     | spanischer Schachspieler                                                 | 84    |       |
| 25. Mai                        | Zlatko Bašagić             | bosnisch-slowenischer Schachspieler                                      | 68    |       |
| 19. Mai                        | Dragan Paunović            | serbischer Schachgroßmeister                                             | 54    |       |
| 15. Mai                        | Gerhard Fahnenschmidt      | deutscher Schachspieler                                                  | 75    | S. 6. |
| 10. Mai                        | Erzsébet Cynolter-Bognárné | ungarische Fernschachspielerin                                           | 78    |       |
| 2. Mai                         | Wichard von Alvensleben    | deutscher Schachkomponist                                                | 78    |       |
| 27. April                      | Viktor Gavrikov            | litauischer Schachgroßmeister                                            | 58    |       |
| 27. April                      | Michael Haygarth           | englischer Schachspieler                                                 | 81    |       |
| Tod gemeldet am 21. April      | Vladimír Tichý             | tschechischer Schachspieler                                              | 69    |       |
| 7. April                       | László Bárczay             | ungarischer Schachgroßmeister                                            | 80    |       |
| 7. April                       | Jacqueline Roos            | französische Fernschachspielerin                                         | 85    |       |
| 2. April                       | Walentin Rudenko           | ukrainischer Schachkomponist                                             | 78    |       |
| 24. März                       | Hope Arthurine Anderson    | jamaikanische Schachspielerin                                            | 65    |       |
| 12. März                       | Werner Schlachetka         | deutscher Fernschachspieler                                              | 72    |       |
| 28. Februar                    | Jozef Boey                 | belgischer Schachspieler                                                 | 81    |       |
| 25. Februar                    | Karl Röhrl                 | österreichischer Schachspieler                                           | 75    |       |
| 20. Februar                    | Helder Câmara              | brasilianischer Schachspieler                                            | 79    |       |
| 18. Februar                    | Maurice Muneret            | französischer Fernschachspieler                                          | 70    |       |
| 12. Februar                    | Klaus-Ulrich Groth         | deutscher Fernschachspieler                                              | 67    |       |
| 4. Februar                     | Jeremy Morse               | britischer Manager und Schachkomponist                                   | 87    |       |
| 2. Februar                     | Nebojša Kostić             | serbischer Schachspieler                                                 | 56    |       |
| 29. Januar                     | Achim Soltau               | deutscher Fernschachspieler                                              | 77    |       |
| 23. Januar                     | Elisabeta Polihroniade     | rumänische Schachspielerin                                               | 80    |       |
| 18. Januar                     | Eduard Mnazakanjan         | armenischer Schachspieler und -trainer                                   | 77    |       |
| 12. Januar                     | Iwan Bukawschin            | russischer Schachspieler                                                 | 20    |       |
| 12. Januar                     | Władysław Sapa             | polnischer Fernschachspieler                                             | 64    |       |
| 9. Januar                      | Günter Schuchardt          | deutscher Fernschachspieler                                              | 71    |       |

## 2015
| Tag                       | Name                        | bekannt durch                             | Alter | Beleg |
| ------------------------- | --------------------------- | ----------------------------------------- | ----- | ----- |
| 23. Dezember              | Leonid Gofshtein            | israelischer Schachspieler                | 62    |       |
| 22. Dezember              | Luis Rentero                | spanischer Hotelier                       | 83    |       |
| 21. Dezember              | Rimma Bilunowa              | sowjetische Schachspielerin               | 75    |       |
| 16. Dezember              | František Blatný            | tschechischer Schachspieler               | 82    |       |
| 9. Dezember               | Jacques Roose               | belgischer Fernschachspieler              | 72    |       |
| 3. Dezember               | Helmut Reefschläger         | deutscher Schachspieler                   | 71    |       |
| 30. November              | Nina Hrušková-Bělská        | tschechoslowakische Schachspielerin       | 90    |       |
| 26. November              | Tony Barnsley               | englischer Fernschachspieler              | 81    |       |
| 18. November              | Jim Slater                  | US-amerikanischer Geschäftsmann           | 86    |       |
| 11. November              | Aurel Anton                 | rumänischer Fernschachspieler             | 87    |       |
| 31. Oktober               | Isaak Linder                | russischer Schachautor                    | 94    |       |
| 23. Oktober               | Krunoslav Hulak             | kroatischer Schachspieler                 | 64    |       |
| 21. Oktober               | Alfred Seppelt              | deutscher Schachfunktionär                | 86    |       |
| 20. Oktober               | András Ozsváth              | ungarischer Fernschachspieler             | 86    |       |
| 19. Oktober               | Antoni Schön                | polnischer Fernschachspieler              | 82    |       |
| 17. Oktober               | Emory Tate                  | US-amerikanischer Schachspieler           | 56    |       |
| 7. Oktober                | Marian Braczko              | polnischer Fernschachspieler              | 89    |       |
| 4. Oktober                | John L. Moles               | irischer Schachspieler                    | 66    |       |
| 19. September             | Jorge Szmetan               | argentinischer Schachspieler              | 65    |       |
| 15. September             | C. K. Ananthanarayanan      | indischer Schachkomponist                 | ~ 65  |       |
| 23. August                | Sergio Giardelli            | argentinischer Schachspieler              | 60    |       |
| 23. August                | Gary Ruben                  | kanadischer Fernschachspieler             | 72    |       |
| 21. August                | Uwe Peschke                 | deutscher Fernschachspieler               | 53    |       |
| 14. August                | Glen Shields                | US-amerikanischer Fernschachspieler       | 63    |       |
| 13. August                | Abram Roisman               | belarussischer Schachspieler und -autor   | 83    |       |
| 12. August                | Lew Omeltschenko            | sowjetischer Fernschachspieler            | 93    |       |
| 10. August                | Branko Lovrić               | kroatischer Schachspieler                 | 54    |       |
| 8. August                 | Jan van Reek                | niederländischer Schachkomponist          | 70    | EG    |
| 7. August                 | Ronald Câmara               | brasilianischer Schachspieler             | 88    |       |
| 3. August                 | Corneliu Bușu               | rumänischer Schachspieler                 | 69    |       |
| 21. Juli                  | Alberto Barreras            | kubanischer Schachspieler                 | 64    |       |
| 11. Juli                  | Herbert Ahues               | deutscher Schachkomponist                 | 93    |       |
| Tod gemeldet am 6. Juli   | Aurel-Gheorghe Erdeuş       | rumänischer Schachspieler und -funktionär | 77    |       |
| beerdigt am 27. Juni      | Ismael Mendívil             | bolivianischer Schachspieler              | 79    |       |
| 24. Juni                  | Walter Browne               | US-amerikanischer Schachspieler           | 66    |       |
| 23. Juni                  | Kim Commons                 | US-amerikanischer Schachspieler           | 63    |       |
| 21. Juni                  | Alexander Manvelyan         | armenischer Schachkomponist               | 79    | EG    |
| Tod gemeldet am 16. Juni  | Anatoli Mazukewitsch        | russischer Schachspieler und -autor       | 76    |       |
| 11. Juni                  | Joaquín Carlos Díaz Díaz    | kubanischer Schachspieler                 | 66    |       |
| 3. Juni                   | Mary Davies                 | walisische Schachspielerin                | 89    |       |
| 29. Mai                   | Róbert Tibenský             | slowakischer Schachspieler                | 54    |       |
| 21. Mai                   | César Boutteville           | französischer Schachspieler               | 97    |       |
| 21. Mai                   | Joaquim Durão               | portugiesischer Schachspieler             | 84    |       |
| Tod gemeldet am 8. Mai    | Ervin Jánosi                | ungarischer Fernschachspieler             | 79    |       |
| Tod gemeldet am 1. Mai    | Charles Partos              | rumänisch-schweizerischer Schachspieler   | 78    |       |
| 29. April                 | Juri Ryschkow               | russischer Fernschachspieler              | 78    |       |
| 26. April                 | Karlheinz Podzielny         | deutscher Fernschachspieler               | 86    |       |
| Tod gemeldet am 18. April | Colin Stamford Crouch       | englischer Schachspieler                  | 58    |       |
| Tod gemeldet am 16. April | Göran Andersson             | schwedischer Fernschachspieler            | 69    |       |
| 12. April                 | Óscar Humberto Castro Rojas | kolumbianischer Schachspieler             | 61    |       |
| 17. März                  | Briant Peter Bourne         | walisischer Schachspieler                 | 87    |       |
| Tod gemeldet am 3. März   | Arnold Sachartschenko       | ukrainischer Schachspieler                | 75    |       |
| 7. Februar                | Harald Lieb                 | deutscher Schachspieler                   | 80    |       |
| 6. Februar                | Oleg Tschernikow            | russischer Schachspieler                  | 78    |       |
| 5. Februar                | Larisa Mutchnik             | ukrainische Schachspielerin               | 58    |       |
| 27. Januar                | Hans Hoffmann               | deutscher Schachspieler                   | 85    |       |
| 23. Januar                | Alexander Lastin            | russischer Schachspieler                  | 38    |       |
| 15. Januar                | Gligor Denkovski            | mazedonischer Schachkomponist             | 68    |       |
| 10. Januar                | Slobodan Martinović         | serbischer Schachspieler                  | 69    |       |
| Tod gemeldet am 7. Januar | Alexandru Sorin Segal       | rumänisch-brasilianischer Schachspieler   | 67    |       |

## 2014
| Tag                          | Name                  | bekannt durch                             | Alter  | Beleg |
| ---------------------------- | --------------------- | ----------------------------------------- | ------ | ----- |
| 11. Dezember                 | Peter Hugh Clarke     | englischer Fernschachspieler              | 81     |       |
| Tod gemeldet am 10. Dezember | Denis Verduga Zavala  | mexikanischer Schachspieler               | 61     |       |
| 8. Dezember                  | Elmars Zemgalis       | lettisch-US-amerikanischer Schachspieler  | 91     |       |
| 5. Dezember                  | Peter Marczell        | slowakischer Fernschachspieler            | 73     |       |
| Tod gemeldet am 4. Dezember  | Imre Horváth          | ungarischer Schachspieler                 | 58     |       |
| Tod gemeldet am 2. Dezember  | Boris Kleiman         | russischer Fernschachspieler              | 74     |       |
| 22. November                 | Anne Mothersill       | englische Schachspielerin                 | 87     |       |
| 4. November                  | Iuri Akobia           | georgischer Schachkomponist               | 77     |       |
| 8. Oktober                   | Gerardo Budowski      | venezolanischer Schachspieler             | 89     |       |
| 7. Oktober                   | Iogannes Weltmander   | russischer Schachspieler                  | 92     |       |
| 6. Oktober                   | Josep Garriga Nualart | spanischer Fernschachspieler              | 67     |       |
| 3. Oktober                   | Zaw Win Lay           | myanmarischer Schachspieler               | 50     |       |
| 2. Oktober                   | Einar Laane           | estnischer Fernschachspieler              | 79     |       |
| 6. September                 | Kira Sworykina        | sowjetische Schachspielerin               | 94     |       |
| 23. August                   | Irmgard Karner        | deutsche Schachspielerin                  | 87     |       |
| 19. August                   | Mauricio Dorín        | argentinischer Schachspieler              | 54     |       |
| 18. August                   | Levente Lengyel       | ungarischer Schachspieler                 | 81     |       |
| 16. August                   | Dragoljub Ćirić       | serbischer Schachspieler                  | 78     |       |
| 2. August                    | Igor Samarin          | russischer Fernschachspieler              | 58     |       |
| 2. August                    | Hermann Weißauer      | deutscher Schachkomponist                 | 93     |       |
| Tod gemeldet am 30. Juli     | Boni Vandermeulen     | belgischer Fernschachspieler              | 67/68? |       |
| 12. Juli                     | Alexander Borsenko    | russischer Fernschachspieler              | 64     |       |
| 7. Juli                      | Andrew Whiteley       | englischer Schachspieler                  | 67     |       |
| Tod gemeldet am 27. Juni     | Lidija Mulenko        | sowjetische Schachspielerin               | 75     |       |
| 20. Juni                     | Henri Winants         | belgischer Schachspieler                  | 85     |       |
| 15. Juni                     | Andrei Charlow        | russischer Schachspieler und -trainer     | 45     |       |
| 11. Juni                     | Heinz Köhler          | deutscher Publizist                       | 82     |       |
| 10. Juni                     | Uri Avner             | israelischer Schachkomponist              | 73     |       |
| 1. Juni                      | Dolfi Drimer          | rumänischer Schachspieler                 | 79     |       |
| 23. Mai                      | Dragoljub Velimirović | serbischer Schachspieler                  | 72     |       |
| 12. Mai                      | Ľudo Lehen            | slowakischer Künstler und Schachkomponist | 88     | [ 2 ] |
| 12. Mai                      | Paul Valois           | britischer Schachkomponist                | 68     |       |
| 6. Mai                       | Olli Koskinen         | finnischer Fernschachspieler              | 69     |       |
| 29. April                    | Harri Fröberg         | finnischer Fernschachspieler              | 47     |       |
| 25. April                    | Gintautas Piešina     | litauischer Schachspieler                 | 62     |       |
| 23. April                    | Władysława Górska     | polnische Schachspielerin                 | 94     |       |
| 10. April                    | Donatas Lapienis      | litauischer Fernschachspieler             | 78     |       |
| 9. April                     | Franz Escher          | deutscher Schachspieler                   | 82/83? |       |
| 7. April                     | Hans Tanggaard        | dänischer Fernschachspieler               | 56     |       |
| 15. März                     | Alexander Nosdrin     | russischer Schachspieler                  | 25     |       |
| 10. März                     | Alexander Geller      | russischer Schachspieler                  | 82     |       |
| 5. März                      | Witali Kowalenko      | russischer Schachkomponist                | 66     |       |
| 20. Februar                  | Arkadi Nowopaschin    | sowjetischer Schachspieler                | 81     |       |
| 5. Februar                   | Wolfgang Dittmann     | deutscher Problemkomponist                | 80     |       |
| 25. Januar                   | Gyula Sax             | ungarischer Schachspieler                 | 62     |       |
| 22. Januar                   | Hansruedi Glauser     | Schweizer Fernschachspieler               | 68     |       |
| 17. Januar                   | Rolly Martinez        | philippinischer Schachspieler             | 43     |       |
| 11. Januar                   | Vüqar Həşimov         | aserbaidschanischer Schachspieler         | 27     |       |
| 8. Januar                    | Luis Marcos Bronstein | argentinischer Schachspieler              | 67     |       |
| 7. Januar                    | Joza Tucakov          | serbischer Schachkomponist                | 84     |       |

## 2013
| Tag                          | Name                          | bekannt durch                                  | Alter | Beleg |
| ---------------------------- | ----------------------------- | ---------------------------------------------- | ----- | ----- |
| 22. Dezember                 | John Grefe                    | US-amerikanischer Schachspieler und -autor     | 66    |       |
| Tod gemeldet am 16. Dezember | Wladimir Lepjoschkin          | sowjetischer Schachspieler                     | 76    |       |
| 9. Dezember                  | Alberto Foguelman             | argentinischer Schachspieler                   | 90    |       |
| Anfang Dezember              | Rodolfo Argentino Redolfi     | argentinischer Fernschachspieler               | 85    |       |
| 1. Dezember                  | Jefim Lasarew                 | sowjetischer Schachspieler und -autor          | 80    |       |
| vor dem 22. November         | Wladimir Waisser              | russischer Fernschachspieler                   | ~ 69  |       |
| 8. November                  | Manfred van Fondern           | deutscher Schachautor und -herausgeber         | 75    |       |
| Tod gemeldet am 24. Oktober  | Zsolt József Szabó            | ungarischer Schachspieler                      | 36    |       |
| 23. Oktober                  | Edgar Walther                 | Schweizer Schachspieler                        | 83    |       |
| 23. Oktober                  | Manfred Zucker                | deutscher Schachkomponist                      | 75    |       |
| 19. Oktober                  | Wolodymyr Eljanow             | ukrainischer Schachspieler und -trainer        | 62    |       |
| 14. Oktober                  | Alexandra van der Mije        | rumänisch-niederländische Schachspielerin      | 73    |       |
| 13. Oktober                  | László Zsinka                 | ungarischer Schachspieler                      | 59    |       |
| 9. Oktober                   | Milan Matulović               | serbischer Schachspieler                       | 78    |       |
| 1. Oktober                   | Hamlet Amirjan                | armenischer Schachkomponist                    | 78    | EG    |
| 1. Oktober                   | Georg Engelhardt              | deutscher Fernschachspieler                    | ??    |       |
| 24. September                | José Paredes Prats            | spanischer Fernschachspieler                   | 79    |       |
| beerdigt am 17. September    | Clorivaldo Fernandes de Abreu | brasilianischer Fernschachspieler              | 70    |       |
| 5. September                 | Karl-Heinz Maeder             | deutscher Schachspieler                        | 64    |       |
| 1. September                 | Hans-Günter Kestler           | deutscher Schachspieler                        | 73    |       |
| 27. August                   | Maxwell Fuller                | australischer Schachspieler                    | 68    |       |
| 25. August                   | José Bademian                 | uruguayischer Schachspieler                    | 86    |       |
| 23. August                   | Vesna Rožič                   | slowenische Schachspielerin                    | 26    |       |
| 21. August                   | Rodolfo Tan Cardoso           | philippinischer Schachspieler                  | 75    |       |
| 20. August                   | Alexander Lehmkuhl            | deutscher Schachkomponist                      | 63    |       |
| 8. August                    | Igor Kurnossow                | russischer Schachspieler                       | 28    |       |
| 2. August                    | Alla Kuschnir                 | russisch-israelische Schachspielerin           | 71    |       |
| 16. Juli                     | Peter Heyl                    | deutscher Schachkomponist                      | 75    |       |
| 7. Juli                      | Berna Carrasco                | chilenische Schachspielerin                    | 98    |       |
| 6. Juli                      | Andrei Chatschaturow          | russischer Schachkomponist                     | 96    | [ 3 ] |
| 4. Juli                      | Mario Matouš                  | tschechischer Schachkomponist                  | 66    |       |
| 23. Juni                     | Siegfried Landgraf            | deutscher Fernschachspieler                    | 78    |       |
| 14. Juni                     | Leonardo Fusco                | argentinischer Schachspieler                   | 25    |       |
| 14. Juni                     | Hans Suri                     | Schweizer Schachfunktionär                     | 85    |       |
| 12. Juni                     | Alfred Diel                   | deutscher Schachfunktionär und -autor          | 89    | [ 4 ] |
| zwischen März und Mai        | Aidas Labuckas                | litauischer Schachspieler                      | 44    |       |
| 18. Mai                      | Lothar Schmid                 | deutscher Verleger und Schachspieler           | 85    |       |
| 13. Mai                      | İlhan Onat                    | türkischer Schachspieler                       | 83    |       |
| Tod gemeldet am 13. Mai      | Francisco Magaña Echeverría   | mexikanischer Schachspieler                    | 57    |       |
| 8. Mai                       | Iossif Watnikow               | russischer Schachspieler                       | 90    |       |
| 25. April                    | Lembit Vahesaar               | estnischer Schachfunktionär und Schiedsrichter | 77    |       |
| 24. April                    | Nikola Vasovski               | mazedonischer Schachspieler                    | 58    |       |
| 17. April                    | Roger Abella                  | philippinischer Schachspieler                  | 61    |       |
| 13. April                    | Manfred Ronczkowski           | deutscher Fernschachspieler                    | 77    |       |
| 12. April                    | Robert Byrne                  | US-amerikanischer Schachspieler                | 84    |       |
| 4. April                     | Bernd Rädeker                 | deutscher Fernschachspieler                    | 74    |       |
| 25. März                     | Rolf Schwarz                  | deutscher Schachspieler und -autor             | 86    | [ 5 ] |
| 10. März                     | Ramón Crusi Moré              | spanischer Fernschachspieler                   | 87    |       |
| 8. März                      | Ruben Shocron                 | US-amerikanischer Schachspieler                | 92    |       |
| 26. Februar                  | Adrian S. Hollis              | englischer Fernschachgroßmeister               | 72    |       |
| 25. Februar                  | Milan Velimirović             | serbischer Großmeister der Schachkomposition   | 60    | [ 6 ] |
| 19. Februar                  | Wilfried Sauermann            | deutscher Fernschacheuropameister              | 73    |       |
| 16. Februar                  | Julian Radulski               | bulgarischer Schachspieler                     | 40    | [ 7 ] |
| 8. Februar                   | Zbigniew Doda                 | polnischer Schachspieler                       | 81    |       |
| vor dem 2. Februar           | Boris Katalymov               | kasachischer Schachspieler                     | 80    |       |
| 22. Januar                   | Margareta Teodorescu          | rumänische Schachspielerin (WGM)               | 80    |       |
| 20. Januar                   | Erik Pedersen                 | dänischer Schachspieler                        | 54    |       |
| 19. Januar                   | Anatoly Bannik                | deutscher Schachspieler                        | 91    |       |
| 19. Januar                   | Marcel Sisniega Campbell      | mexikanischer Schachspieler                    | 53    |       |
| 15. Januar                   | Aaron Schwartzman             | argentinischer Schachspieler                   | 104   |       |
| 14. Januar                   | Mikola Rezvov                 | ukrainischer Schachkomponist                   | 91    |       |
| 10. Januar                   | Abraham Raúl Ramírez          | argentinischer Fernschachspieler               | 92    |       |

## 2012
| Tag                                      | Name                          | bekannt durch                                                      | Alter | Beleg  |
| ---------------------------------------- | ----------------------------- | ------------------------------------------------------------------ | ----- | ------ |
| 29. Dezember                             | Péter Dely                    | ungarischer Schachspieler                                          | 78    | [ 8 ]  |
| 29. Dezember                             | Sergei Kusnezow               | russischer Schachspieler                                           | 66    |        |
| 15. Dezember                             | Ridha Belkadi                 | tunesischer Schachspieler                                          | 87    |        |
| 4. Dezember                              | Wladimir Buchtin              | russischer Schachspieler                                           | 71    |        |
| 3. Dezember                              | Georgi Borissenko             | usbekischer Schachspieler, -trainer und Eröffnungstheoretiker      | 90    |        |
| 30. November                             | Jewgeni Dwisow                | belarussischer Schachkomponist                                     | 75    |        |
| 28. November                             | Alex Crisovan                 | Schweizer Schachjournalist und Schachfunktionär                    | 93    |        |
| 26. November                             | Serhej Schedej                | ukrainischer Schachkomponist                                       | 72    |        |
| 23. November                             | Dan Meinking                  | US-amerikanischer Schachkomponist und Rätselerfinder               | 52    |        |
| 18. November                             | Elena Donaldson-Akhmilovskaya | US-amerikanische Schachspielerin                                   | 55    |        |
| 18. November                             | Horst Zimmermann              | deutscher Fernschachspieler                                        | 77    |        |
| Tod gemeldet am 8. November              | Ilir Karkaneqe                | albanischer Schachspieler                                          | 59    |        |
| 30. Oktober                              | Emilis Šlekys                 | litauischer Fernschachspieler                                      | 61    |        |
| 23. Oktober                              | Leon Pliester                 | niederländischer Schachspieler                                     | 58    |        |
| zwischen dem 10. Oktober und 9. November | Vincent David                 | französischer Schachspieler                                        | 36    |        |
| 1. Oktober                               | Oscar Bonivento               | italienischer Schachkomponist                                      | 97    |        |
| 25. September                            | Siniša Joksić                 | serbischer Schachspieler                                           | 71    |        |
| vor dem 24. September                    | Juri Lochow                   | russischer Schachspieler                                           | 79    |        |
| 22. September                            | Bernd Feustel                 | deutscher Schachspieler                                            | 58    | [ 9 ]  |
| 14. September                            | Dmitri Tschuprow              | russischer Schachspieler                                           | 33    |        |
| 3. September                             | Rui Nascimento                | portugiesischer Schachkomponist                                    | 98    |        |
| 30. August                               | Ģedimins Salmiņš              | lettischer Fernschachspieler                                       | 79    |        |
| 14. August                               | Svetozar Gligorić             | serbischer Großmeister                                             | 89    |        |
| 9. August                                | Juri Wassiltschuk             | russischer Schachspieler                                           | 83    |        |
| 15. Juli                                 | Jacqueline Piatigorsky        | US-amerikanische Philanthropistin                                  | 100   |        |
| 13. Juli                                 | Alberto Escobedo Tinajero     | mexikanischer Schachspieler                                        | 37    |        |
| vor dem 9. Juli                          | Emil Ungureanu                | rumänischer Schachspieler                                          | 75    |        |
| 17. Juni                                 | Nathan Divinsky               | kanadischer Schachautor                                            | 86    |        |
| 16. oder 17. Juni                        | Werner Mathes                 | deutscher Fernschachspieler                                        | ?     | [ 10 ] |
| 4. Juni                                  | Wladimir Onoprijenko          | russischer Schachspieler                                           | 70    |        |
| 20. Mai                                  | Palle Ravn                    | dänischer Schachspieler                                            | 83    |        |
| Tod gemeldet am 18. Mai                  | Vittorio Piccardo             | italienischer Fernschachspieler                                    | 78    |        |
| 8. Mai                                   | Shankar Roy                   | indischer Schachspieler                                            | 36    |        |
| 4. Mai                                   | Haukur Angantýsson            | isländischer Schachspieler                                         | 63    |        |
| 4. Mai                                   | Alexander Tschikwaidse        | georgischer Diplomat und Schachfunktionär                          | 80    |        |
| Mai                                      | Lutz Lange                    | deutscher Fernschachspieler                                        | 76    |        |
| 29. April                                | Dick van Geet                 | niederländischer Schachspieler                                     | 80    |        |
| 13. April                                | Miguel Albareda Creus         | spanischer Schachspieler                                           | 93    |        |
| 27. März                                 | Wladimir Baikow               | russischer Schachspieler                                           | 63    |        |
| 21. März                                 | Juri Rasuwajew                | russischer Großmeister und Trainer                                 | 66    |        |
| 7. März                                  | Ali İpek                      | türkischer Schachspieler                                           | 59    |        |
| März                                     | Heinz Prokopp                 | deutscher Fernschachspieler                                        | 81    | [ 11 ] |
| vor dem 25. Februar                      | Tengiz Giorgadze              | georgischer Schachautor und Schiedsrichter                         | 87    |        |
| 21. Februar                              | Štefan Gross                  | tschechoslowakischer/tschechischer Schachspieler und Schachtrainer | 62    |        |
| 16. Februar                              | Andrei Kiruscha               | russischer Schachspieler                                           | 47    |        |
| 18. Januar                               | Alexei Pugatschow             | russischer Schachspieler                                           | 46    |        |
| 13. Januar                               | Andrei Charitonow             | russischer Schachspieler                                           | 52    |        |
| 10. Januar                               | Hrvoje Messing                | kroatischer Schachspieler                                          | 71    |        |
| 7. Januar                                | Elaine Pritchard              | englische Schachspielerin                                          | 86    |        |
| 5. Januar                                | Paul Gaffron                  | deutscher Schachtrainer                                            | 81    | SCH    |
| Januar                                   | Werner Nitsche                | deutscher Fernschachspieler                                        | ?     | [ 11 ] |

## 2011
| Tag           | Name                 | bekannt durch                                                            | Alter | Beleg |
| ------------- | -------------------- | ------------------------------------------------------------------------ | ----- | ----- |
| 24. Dezember  | Witali Zeschkowski   | russischer Schachspieler                                                 | 67    |       |
| 21. Dezember  | Werner Breustedt     | deutscher Schachspieler                                                  | 80    |       |
| 26. November  | Jan Voormans         | niederländischer Nahschach-, Fernschach- und Draughtsspieler             | 67    |       |
| 31. Oktober   | Boris de Greiff      | kolumbianischer Schachspieler                                            | 81    |       |
| 18. Oktober   | Karl-Heinz Söntges   | deutscher Fernschachspieler                                              | 65    |       |
| 4. Oktober    | Jay Whitehead        | US-amerikanischer Schachspieler                                          | 49    |       |
| 2. Oktober    | Andrija Fuderer      | jugoslawischer Schachgroßmeister                                         | 80    |       |
| 24. September | Kostjantyn Lerner    | ukrainischer Schachspieler                                               | 61    |       |
| 20. September | Liu Wenzhe           | chinesischer Schachspieler                                               | 70    |       |
| 15. September | Dieter Stern         | deutscher Fernschachgroßmeister                                          | 77    |       |
| 27. August    | John Purdy           | australischer Meister                                                    | 75    |       |
| 21. August    | Arne Vinje           | norwegischer Schachspieler                                               | 68    |       |
| 19. August    | Helge Kildal         | deutscher Schachfunktionär                                               | 79    |       |
| 8. August     | Vladimir Budde       | deutscher Schachspieler und -autor                                       | 58    |       |
| 3. August     | Wolf Böhringer       | deutscher Schachspieler, -kolumnist und -komponist                       | 81    |       |
| 10. Juli      | Carlos Cuartas       | kolumbianischer Schachspieler                                            | 70    |       |
| 9. Juli       | Hans-Hermann Lemke   | deutscher Fernschachspieler                                              | 60    |       |
| 27. Juni?     | Oscar Jorge Carlsson | argentinischer Schachkomponist                                           | 87    |       |
| 22. Juni      | Anatoli Archipoff    | deutscher Schachspieler                                                  | 89    |       |
| 4. Juni       | Bo Lindgren          | schwedischer Großmeister der Schachkomposition                           | 84    |       |
| 2. Juni       | Leonid Jurtajew      | kirgisischer Schachgroßmeister                                           | 52    |       |
| 8. Mai        | Soňa Pertlová        | tschechische Schachspielerin                                             | 23    |       |
| 24. April     | Alexei Schestoperow  | russischer Schachspieler und -trainer                                    | 75    |       |
| 2. April      | Larry Parr           | US-amerikanischer Schachspieler und -autor                               | 64    |       |
| 1. April      | Orest Awerkin        | russischer Schachspieler und -trainer                                    | 67    |       |
| 30. März      | Wolfgang Bauer       | deutscher Fernschachspieler                                              | 75    |       |
| 15. März      | Natalja Konopljowa   | russische Schachspielerin                                                | 66    |       |
| 2. März       | Julien Vandiest      | belgischer Schachkomponist                                               | 91    | EG    |
| 19. Februar   | Jeremy Gaige         | US-amerikanischer Schachautor                                            | 83    |       |
| 15. Februar   | Anton Preinfalk      | slowenischer Schachkomponist                                             | 99    |       |
| 12. Februar   | Mato Damjanović      | kroatischer Schachgroßmeister                                            | 83    |       |
| 30. Januar    | Toma Garai           | US-amerikanischer Großmeister der Schachkomposition ungarischer Herkunft | 75    |       |
| 13. Januar    | Gregory Hjorth       | australischer Mathematiker und Schachspieler                             | 47    |       |
| 2. Januar     | Srećko Nedeljković   | serbischer Schachspieler                                                 | 87    |       |

## 2010
| Tag                           | Name                    | bekannt durch                                                     | Alter | Beleg  |
| ----------------------------- | ----------------------- | ----------------------------------------------------------------- | ----- | ------ |
| 31. Dezember                  | Ion Murărașu            | rumänischer Schachkomponist                                       | 55    |        |
| Tod gemeldet am 28. Dezember  | Froso Kasioura          | griechische Schachspielerin                                       | 53    |        |
| 17. Dezember                  | Michail Umansky         | 13. Fernschachweltmeister                                         | 58    |        |
| 7. Dezember (vermisst)        | Georg Siegel            | deutscher Schachspieler                                           | 48    |        |
| 15. November                  | Larry Evans             | US-amerikanischer Schachspieler                                   | 78    |        |
| 15. November                  | Andrzej Pytlakowski     | polnischer Schachhistoriker                                       | 91    |        |
| 30. Oktober                   | Jewgeni Bogdanow        | ukrainischer Schachkomponist                                      | 58    |        |
| 30. Oktober                   | Ingi Randver Jóhannsson | isländischer Schachspieler                                        | 73    |        |
| 28. Oktober                   | Erling Fløtten          | norwegischer Schachfunktionär und Politiker                       | 72    |        |
| 26. Oktober                   | Wiktor Kaljagin         | sowjetischer Schachkomponist                                      | 57    |        |
| 10. Oktober                   | Károlyné Honfi          | ungarische Schachspielerin                                        | 77    |        |
| 5. Oktober                    | Jānis Klovāns           | lettischer Schachspieler, Seniorenweltmeister                     | 75    |        |
| 1. Oktober                    | Henryk Lew              | polnischer Fernschachspieler                                      | 78    |        |
| Tod gemeldet am 10. September | Ladislav Mišta          | tschechischer Schachspieler                                       | 66    |        |
| 9. September                  | Bent Larsen             | dänischer Schachspieler                                           | 75    |        |
| 30. August                    | Mark Ousatchi           | sowjetischer Schachspieler                                        | 89    |        |
| 25. August                    | Wilhelm Schlemermeyer   | deutscher Schachspieler und -trainer                              | 52    |        |
| 21. August                    | Eigil Johansen          | dänischer Schachkomponist                                         | 94    |        |
| 13. August                    | Craig Van Tilbury       | US-amerikanischer Gitarrist und Schachspieler                     | 53    |        |
| 27. Juli                      | Boris Archangelski      | russischer Schachspieler                                          | 79    |        |
| 23. Juli                      | Zdenko Krnić            | serbischer Schachspieler und Mitherausgeber des Schachinformators | 62    |        |
| 18. Juli                      | Petra Feibert           | deutsche Schachspielerin                                          | 52    |        |
| 13. Juli                      | Andrei Lobussow         | russischer Schachkomponist                                        | 59    |        |
| 5. Juli                       | Eugenia Ghindă          | rumänische Schachspielerin                                        | 59    |        |
| 30. Juni                      | Ole Jakobsen            | dänischer Schachspieler                                           | 67    |        |
| 19. Juni                      | Terry Kelly             | irischer Schachspieler                                            | 79    |        |
| 19. Juni                      | Robin Matthews          | britischer Ökonom und Schachkomponist                             | 83    |        |
| 20. Mai                       | Günter Kühnel           | deutscher Fernschachspieler                                       | 73    |        |
| 15. Mai                       | Franz Felber            | österreichischer Schachkomponist                                  | 84    |        |
| 12. Mai                       | Edith Keller-Herrmann   | deutsche Schachspielerin                                          | 88    |        |
| 10. Mai                       | Bill Hook               | Schachspieler von den Jungferninseln                              | 84    |        |
| 8. Mai                        | Andor Lilienthal        | ungarischer bzw. sowjetischer Schachspieler                       | 99    |        |
| 3. Mai                        | Florencio Campomanes    | philippinischer Schachfunktionär                                  | 83    |        |
| 26. April                     | Herbert Engel           | deutscher Schachkomponist                                         | 82    |        |
| vor dem 20. April             | Alexandru Butunoi       | rumänischer Schachspieler                                         | 37    |        |
| 5. April                      | Witali Sewastjanow      | sowjetischer Kosmonaut, erster Schachspieler im All               | 74    |        |
| 4. April                      | Åke Stenborg            | schwedischer Meister                                              | 84    |        |
| 30. März                      | Juri Schabanow          | russischer Schachgroßmeister, Seniorenweltmeister                 | 72    |        |
| 29. März                      | Jindřich Trapl          | tschechischer Schachspieler                                       | 68    |        |
| 27. März                      | Wassili Smyslow         | russischer Schachweltmeister                                      | 89    |        |
| 20. März                      | István Bilek            | ungarischer Schachspieler                                         | 77    |        |
| 16. März                      | Jelena Tairowa          | russische Schachspielerin                                         | 18    |        |
| 2. März                       | Dieter Mohrlok          | deutscher Schachspieler                                           | 71    |        |
| 19. Februar                   | Jesús Díez del Corral   | spanischer Schachspieler                                          | 76    |        |
| 2. Februar                    | Attila Benedek          | ungarischer Schachkomponist                                       | 88    |        |
| 11. Januar                    | Francisco Benkö         | deutsch-argentinischer Schachkomponist                            | 99    |        |
| 8. Januar                     | Attila Bagonyai         | ungarischer Schachspieler                                         | 45    |        |
| 5. Januar                     | Manfred Kahn            | deutscher Fernschachspieler                                       | 78    |        |
| Tod gemeldet am 7. August     | Wadim Achmadejew        | russischer Schachspieler                                          | 54    |        |
| Juli                          | Hans-Joachim Marotz     | deutscher Fernschachspieler                                       | ?     |        |
| Februar                       | Siegfried Pietruske     | deutscher Fernschachspieler                                       | 76    | [ 13 ] |

## 2010er Jahre
| Tag            | Name                | bekannt durch                      | Alter | Beleg |
| -------------- | ------------------- | ---------------------------------- | ----- | ----- |
| 2012 oder 2013 | Hans-Jürgen Reschke | deutscher Fernschachspieler        | ??    |       |
| 2011 oder 2012 | Adv. Piet Kemp      | südafrikanischer Fernschachspieler | ??    |       |

## 2009
| Tag                         | Name                  | bekannt durch                                       | Alter | Beleg  |
| --------------------------- | --------------------- | --------------------------------------------------- | ----- | ------ |
| 26. November                | Július Kozma          | slowakischer Schachspieler                          | 80    |        |
| 21. November                | Stanko Košanski       | kroatischer Schachspieler                           | 68    |        |
| 21. November                | Michael Schleifer     | kanadischer Schachspieler                           | 42    |        |
| 10. November                | Theodor Steudel       | deutscher Schachkomponist                           | 81    |        |
| Tod gemeldet am 6. November | Ergun Gümrükçüoğlu    | türkischer Schachspieler                            | ??    |        |
| 26. Oktober                 | Gertrude Wagner       | österreichische Schachspielerin                     | 84    |        |
| 19. Oktober                 | Anna Jurczyńska       | polnische Schachspielerin                           | 83    |        |
| 19. Oktober                 | Milda Lauberte        | lettische Schachspielerin                           | 91    |        |
| 12. Oktober                 | Frans Huybrecht       | belgischer Fernschachspieler                        | ??    |        |
| 23. September               | Aksel Ros             | dänischer Fernschachspieler                         | 83    |        |
| 22. September               | Romanas Arlauskas     | australischer Fernschachgroßmeister                 | 92    |        |
| 20. September               | Shuhrat Safin         | usbekischer Schachgroßmeister                       | 39    |        |
| 16. September               | John Eric Littlewood  | englischer Schachspieler                            | 78    |        |
| 27. August                  | Wjatscheslaw Osnos    | russischer Schachspieler                            | 74    |        |
| 25. Juli                    | Jānis Vitomskis       | lettischer Fernschachspieler                        | 72    | [ 14 ] |
| 13. Juli                    | Siegfried Karkuth     | deutscher Fernschachspieler                         | ??    |        |
| 12. Juli                    | Alexander Tscherepkow | russischer Schachspieler                            | 88    |        |
| 21. Juni                    | Alexander Alpert      | russischer Fernschachspieler                        | 61    |        |
| 28. Mai                     | Robert Hartoch        | niederländischer Schachspieler                      | 62    |        |
| 19. Mai                     | Alexander Pantschenko | sowjetischer Schachgroßmeister                      | 55    |        |
| 14. Mai                     | Mychajlo Pidhajez     | ukrainischer Schachspieler                          | 61    |        |
| 30. April                   | Məcnun Vahidov        | aserbaidschanischer Schachkomponist und -funktionär | 62    |        |
| 27. April                   | Miroslav Filip        | tschechoslowakischer Schachspieler                  | 80    |        |
| 18. Februar                 | Gerd Treppner         | deutscher Schachspieler und -autor                  | 53    |        |
| 17. Februar                 | Edhi Handoko          | indonesischer Schachgroßmeister                     | 48    | [ 15 ] |
| 4. Februar                  | Raaphi Persitz        | englisch-israelisch-schweizerischer Schachspieler   | 74    |        |
| 23. Januar                  | Héctor Rossetto       | argentinischer Schachgroßmeister                    | 86    |        |
| 21. Januar                  | Ursula Wasnetsky      | deutsche Schachspielerin und -funktionärin          | 77    |        |
| 17. Januar                  | Oleksandr Moros       | ukrainischer Schachspieler und -funktionär          | 47    |        |
| 9. Januar                   | Kaarle Ojanen         | finnischer Schachspieler                            | 90    |        |
| April                       | Horst Staudler        | deutscher Fernschachspieler                         | ??    | [ 16 ] |

## 2008
| Tag                         | Name                        | bekannt durch                                             | Alter  | Beleg  |
| --------------------------- | --------------------------- | --------------------------------------------------------- | ------ | ------ |
| 22. Dezember                | Hugh Myers                  | US-amerikanischer Schachspieler und Eröffnungstheoretiker | 78     |        |
| 20. Dezember                | Albin Planinc               | slowenischer Schachgroßmeister                            | 64     |        |
| 16. Dezember                | Nikola Karaklajić           | jugoslawischer Schachspieler                              | 82     |        |
| 9. Dezember                 | Mark Diesen                 | US-amerikanischer Schachspieler                           | 51     |        |
| 29. November                | Robert Graham Wade          | britisch-neuseeländischer Schachspieler                   | 87     |        |
| 24. November                | Bogdan Bieluczyk            | polnischer Fernschachspieler                              | 75     |        |
| 22. November                | Theodor Ghițescu            | rumänischer Ehrengroßmeister                              | 74     |        |
| 9. November                 | Johannes A. J. van Mil      | niederländischer Schachspieler                            | 49     |        |
| 29. Oktober                 | William Addison             | US-amerikanischer Schachspieler                           | 74     |        |
| 19. Oktober                 | Jacek Bednarski             | polnischer Schachspieler                                  | 69     |        |
| Tod gemeldet am 17. Oktober | Ladislav Kotán              | slowakischer Schachspieler                                | 47     |        |
| 12. Oktober                 | Serge Rubanraut             | australischer Meister                                     | 60     |        |
| 4. Oktober                  | Gerhard Flum                | deutscher Fernschachspieler                               | 77     |        |
| 25. September               | Nino Kirow                  | bulgarischer Schachgroßmeister                            | 63     |        |
| 5. September                | Helmut Payrits              | österreichisch-liechtensteinischer Schachspieler          | 68/69? |        |
| 26. August                  | Roza Lallemand              | französische Schachspielerin                              | 47     |        |
| 20. oder 21. August         | Vladimir Bukal              | kroatischer Schachspieler                                 | 68     |        |
| 20. August                  | Mario Bertok                | kroatischer Schachspieler                                 | 79     |        |
| 15. August                  | Madeleine Batchinsky-Gaille | Schweizer Schachspielerin                                 | 86     |        |
| 10. August                  | Igor Sacharewitsch          | russischer Schachgroßmeister                              | 45     |        |
| 9. Juni                     | Karen Asrjan                | armenischer Schachgroßmeister                             | 28     |        |
| 1. Juni                     | Josef Lapid                 | israelischer Politiker und Schachfunktionär               | 76     |        |
| 24. Mai                     | Buchuti Gurgenidse          | georgischer Schachgroßmeister                             | 74     |        |
| 13. Mai                     | Waleri Gretschichin         | russischer Schachgroßmeister                              | 70     |        |
| 27. April                   | Nicola Palladino            | italienischer Schachfunktionär                            | 76     |        |
| 22. April                   | Rolf Martens                | schwedischer Meister                                      | 66     | [ 17 ] |
| 5. April                    | Witold Bielecki             | polnischer Fernschachspieler                              | 61     |        |
| 22. Februar                 | Ryszard Filutowski          | polnischer Fernschachspieler                              | 79     |        |
| 19. Februar                 | Günter Henrich              | deutscher Fernschachfunktionär                            | 55     |        |
| 19. Januar                  | Sirkka-Liisa Landry         | finnische Meisterin                                       | 81     |        |
| 17. Januar                  | Bobby Fischer               | US-amerikanisch-isländischer Schachweltmeister            | 64     |        |
| 5. Januar                   | Byron Zappas                | griechischer Großmeister der Schachkomposition            | 80     |        |
| 1. Januar                   | Sogto Namschilow            | russischer Schachspieler                                  | 47     |        |
| Januar                      | Alexander Waulin            | russischer Schachgroßmeister                              | 50     |        |
| Datum unbekannt             | Alan Munro Stewart          | englischer Fernschachspieler                              | 60/61? |        |
| Datum unbekannt             | Robertas Sutkus             | litauischer Fernschachspieler                             | 55?    |        |

## 2007
| Tag                     | Name                    | bekannt durch                                            | Alter  | Beleg |
| ----------------------- | ----------------------- | -------------------------------------------------------- | ------ | ----- |
| 16. Dezember            | Ivan Nemet              | Schweizer Schachspieler                                  | 64     |       |
| 3. Dezember             | Francesco Scafarelli    | italienischer Schachspieler                              | 74     |       |
| 27. November            | Svein Johannessen       | norwegischer Schachspieler                               | 70     |       |
| 15. November            | Klaus-Peter Zuncke      | deutscher Schachkomponist und Sammler von Schachaufgaben | 53     |       |
| 27. Oktober             | Waltraud Nowarra        | siebenmalige DDR-Schachmeisterin                         | 66     |       |
| 24. Oktober             | Stefan Witkowski        | polnischer Schachspieler                                 | 76     |       |
| 20. Oktober             | Sergei Nikolajew        | russischer Schachspieler                                 | 46     |       |
| 19. Oktober             | Manfred Genzmann        | deutscher Fernschachspieler                              | 71     |       |
| 18. September           | Guðbjartur Guðmundsson  | isländischer Schachspieler                               | 80     |       |
| 30. Juli                | Willi Knebel            | deutscher Fernschachspieler                              | 71     |       |
| 30. Juni                | Maxim Sorokin           | russischer Schachspieler                                 | 39     |       |
| 8. Juni                 | Fenny Heemskerk         | niederländische Schachspielerin                          | 87     |       |
| 6. Juni                 | Zelio Bernardino        | brasilianischer Fernschachspieler                        | ??     |       |
| 27. Mai                 | Dumitru Anițoaie        | rumänischer Schachspieler                                | 46     |       |
| Tod gemeldet am 21. Mai | Jorge Laplaza           | argentinischer Fernschachspieler                         | 63     |       |
| 25. April               | Günther Jahn            | deutscher Schachkomponist                                | 79     |       |
| 2. April                | Sergei Koroljow         | russischer Fernschachspieler                             | 70     |       |
| 21. Februar             | Ingvar Ásmundsson       | isländischer Schachspieler                               | 72     |       |
| 13. Februar             | Wenelin Alajkow         | bulgarischer Schachkomponist                             | 73     |       |
| März                    | Alla Tschaikowskaja     | sowjetische Schachspielerin                              | 72     |       |
| Datum unbekannt         | Walter Estrada Degrandi | uruguayischer Schachspieler                              | 76/77? |       |
| Datum unbekannt         | Klara Skegina           | sowjetische bzw. israelische Schachspielerin             | 69/70? |       |

## 2006
| Tag                        | Name                   | bekannt durch                                          | Alter  | Beleg |
| -------------------------- | ---------------------- | ------------------------------------------------------ | ------ | ----- |
| 23. Dezember               | Nikolai Nowotelnow     | sowjetischer Schachspieler                             | 95     |       |
| 22. Dezember               | Aurel Karpati          | ungarischer Schachkomponist                            | 90     |       |
| 5. Dezember                | Dawid Bronstein        | russischer Schachgroßmeister                           | 82     |       |
| 5. Dezember                | Isaak Eisenstadt       | sowjetischer Chemiker und Schachspieler                | 87     |       |
| 29. November               | Krystyna Radzikowska   | polnische Ehrengroßmeisterin                           | 75     |       |
| 17. November               | Luiz Fernando Cirello  | brasilianischer Fernschachspieler                      | 57     |       |
| 26. August                 | Lárus Johnsen          | isländischer Schachspieler                             | 82     |       |
| 26. Juli                   | Jessie Gilbert         | britische Schachspielerin                              | 19     |       |
| 26. Juli                   | Igor Kullamaa          | estnischer Fernschachspieler                           | 82     |       |
| 23. Juli                   | Rudolf Teschner        | deutscher Schachspieler und -schriftsteller            | 84     |       |
| 14. Juli                   | Aleksander Wojtkiewicz | polnisch-US-amerikanischer Schachspieler               | 43     |       |
| 2. Juli                    | René Letelier Martner  | chilenischer Schachspieler                             | 91     |       |
| 23. Juni                   | Michail Gowbinder      | sowjetisch-israelischer Fernschachspieler              | 81     |       |
| 16. Juni                   | Wladimir Naef          | Schweizer Schachkomponist                              | 86     |       |
| 10. Juni                   | Heinz Baumgartner      | österreichischer Schachspieler                         | 73     |       |
| 6. Juni                    | Renate Limbach         | niederländische Schachspielerin                        | 34     |       |
| 21. Mai                    | Fernand Broucke        | belgischer Fernschachspieler                           | 69     |       |
| 10. Mai                    | John Eriksen           | britisch-südafrikanisch-neuseeländischer Schachspieler | 85     |       |
| 10. Mai                    | Wladislaw Schijanowski | ukrainischer Schachspieler und Hochschullehrer         | 76     |       |
| 20. April                  | Wolfgang Unzicker      | deutscher Schachgroßmeister                            | 80     |       |
| März                       | Kai Bjerring           | dänischer Schachspieler                                | 60     |       |
| wahrscheinlich 27. Februar | Zbiginiew Mościcki     | polnischer Fernschachspieler                           | 79     |       |
| 18. Februar                | Ratmir Cholmow         | sowjetischer Schachgroßmeister                         | 80     |       |
| 20. Januar                 | Hermann Heemsoth       | deutscher Fernschachspieler                            | 96     |       |
| 14. Januar                 | Günther Möhring        | deutscher Schachspieler                                | 69     |       |
| Datum unbekannt            | Markku Pukkila         | finnischer Fernschachspieler                           | 35/36? |       |

## 2005
| Tag                          | Name                            | bekannt durch                                  | Alter  | Beleg |
| ---------------------------- | ------------------------------- | ---------------------------------------------- | ------ | ----- |
| 27. Dezember                 | Laszlo Witt                     | ungarisch-kanadischer Schachspieler            | 72     |       |
| 15. Dezember                 | Enrico Paoli                    | italienischer Schachspieler und -komponist     | 97     |       |
| 12. Dezember                 | David Pritchard                 | englischer Schachspieler und -autor            | 86     |       |
| 22. November                 | Edith Soppe                     | argentinische Schachspielerin                  | 44     |       |
| 17. November                 | Igor Iwanow                     | kanadischer Schachspieler                      | 58     |       |
| 14. November                 | Cornelis Groeneveld             | niederländischer Schachkomponist               | 83     |       |
| 12. November                 | Dragutin Sahović                | jugoslawischer Schachgroßmeister               | 65     |       |
| 8. November                  | Carlos Alberto Álvarez Rouchaud | argentinischer Fernschachspieler               | 71     |       |
| 29. September                | Henrique Pereira Maia Vinagre   | brasilianischer Fernschachspieler              | 89     |       |
| 14. September                | Wladimir Doroschkewitsch        | russischer Schachspieler                       | 67     |       |
| 28. August                   | Ruben Gunawan                   | indonesischer Schachgroßmeister                | 37     |       |
| 3. August                    | Alexander Hildebrand            | schwedisch-estnischer Schachkomponist          | 83     |       |
| 28. Juli                     | Alex Casa                       | französischer Schachkomponist                  | 73     |       |
| 4. Juli                      | Egon Ditt                       | deutscher Schachspieler und -funktionär        | 74     |       |
| 22. Juni                     | Igor Polowodin                  | russischer Schachspieler und -trainer          | 50     |       |
| 30. Mai                      | Wolodymyr Sawon                 | sowjetisch-ukrainischer Schachspieler          | 64     |       |
| 22. April                    | Alberto Laurencena              | argentinischer Fernschachspieler               | 79     |       |
| 22. April                    | Leonid Schamkowitsch            | US-amerikanischer Schachspieler                | 81     |       |
| 9. April                     | Dragoljub Minić                 | jugoslawischer Ehrengroßmeister                | 68     |       |
| 31. März                     | Milorad Knežević                | serbischer Schachgroßmeister                   | 68     |       |
| 31. März                     | Kenneth Charles Messere         | englischer Fernschachspieler                   | 76     |       |
| 27. März                     | Ilja Christow                   | bulgarischer Fernschachspieler                 | ??     |       |
| 14. März                     | Simon Webb                      | englischer Fernschachgroßmeister               | 55     |       |
| 7. März                      | Jan Hannelius                   | finnischer Schachkomponist, Präsident der PCCC | 88     |       |
| 17. Januar                   | Maria Albuleț                   | rumänische Schachspielerin                     | 72     |       |
| 15. Januar                   | Victor Frias                    | US-amerikanisch-chilenischer Schachspieler     | 48     |       |
| 14. Januar                   | Alexander Ettinger              | österreichischer Schachkomponist               | ??     |       |
| 9. Januar                    | Jaime Emma                      | argentinischer Schachspieler                   | 66     |       |
| 8. Januar                    | Rolf Trautner                   | deutscher Schachkomponist und Mathematiker     | 65     |       |
| 6. Januar                    | Friedrich Chlubna               | österreichischer Schachkomponist               | 58     |       |
| 3. Januar                    | László Vadász                   | ungarischer Schachgroßmeister                  | 56     |       |
| 2. Januar                    | Arnold Denker                   | US-amerikanischer Schachspieler                | 90     |       |
| 1. Januar                    | Rudolf Palme                    | österreichischer Schachspieler                 | 94     |       |
| Tod gemeldet am 21. Dezember | Bela Berger                     | ungarisch-australischer Schachspieler          | 74     |       |
| Juni                         | Albrecht Rothländer             | deutscher Schachkomponist                      | 86     |       |
| vor Oktober                  | Wjatscheslaw Kopajew            | russischer Schachkomponist                     | 67     |       |
| vor Oktober                  | Mikola Nagnibida                | ukrainischer Schachkomponist                   | 66     |       |
| vor dem 9. Mai               | Heinpeter Flügge                | deutscher Schachkomponist                      | 84     |       |
| Tod gemeldet am 26. April    | Hans Polzer                     | deutscher Fernschachspieler                    | 58/59? |       |

## 2004
| Tag           | Name                   | bekannt durch                                       | Alter  | Beleg |
| ------------- | ---------------------- | --------------------------------------------------- | ------ | ----- |
| 29. Dezember  | Peter Hesse            | deutscher Schachspieler                             | 60     |       |
| 14. Dezember  | Drago Bišćan           | kroatischer Schachkomponist                         | 81     |       |
| 8. Dezember   | John Fuller            | englischer Schachspieler                            | 76     |       |
| 6. Dezember   | Karel Husák            | tschechischer Fernschachspieler und Schachkomponist | 79     |       |
| 24. Oktober   | Maaja Ranniku          | estnische Schachspielerin                           | 63     |       |
| 8. Oktober    | Konstantin K. Sucharew | sibirischer Schachkomponist und Poet                | 92     |       |
| 18. September | Michael Valvo          | US-amerikanischer Schachspieler                     | 62     |       |
| 14. September | Heinz Zander           | deutscher Schachkomponist                           | 80     |       |
| 3. September  | Eero Bonsdorf          | finnischer Schachkomponist                          | 82     |       |
| 3. September  | Winfried E. Kuhn       | deutscher Schachkomponist                           | 57     |       |
| 22. August    | Konstantin Assejew     | russischer Schachgroßmeister                        | 43     |       |
| 21. August    | Simon Fitzpatrick      | australischer Fernschachspieler                     | 51     |       |
| 21. August    | László Lindner         | ungarischer Schachkomponist                         | 87     |       |
| 3. August     | Bryon Nickoloff        | kanadischer Schachspieler                           | 48     |       |
| 13. Juli      | Walter Árpád Földeák   | ungarischer Schachhistoriker                        | 87     |       |
| 13. Juli      | Claus Wedekind         | deutscher Schachkomponist                           | 69     |       |
| 11. Juli      | Haije Kramer           | niederländischer Schachspieler                      | 86     |       |
| 9. Juli       | Alois Johandl          | österreichischer Schachkomponist                    | 73     |       |
| 1. Juni       | Walter Supp            | deutscher Schachkomponist                           | 60     |       |
| 29. Mai       | Richard Delaune        | US-amerikanischer Schachspieler                     | 49     |       |
| 27. Mai       | Peter Dankert          | deutscher Schachspieler                             | 51     |       |
| 30. April     | Kazimierz Plater       | polnischer Schachspieler                            | 89     |       |
| 22. Februar   | Ignacy Branicki        | polnischer Schachspieler                            | 92     |       |
| 8. Februar    | Birna Norðdahl         | isländische Schachspielerin                         | 84     |       |
| 7. Februar    | Osman Paloš            | bosnischer Schachspieler                            | 54     |       |
| 2. Februar    | Hans Jakob Schudel     | Schweizer Schachfunktionär und -spieler             | 88     |       |
| 29. Januar    | Stojan Puc             | jugoslawischer Ehrengroßmeister                     | 82     |       |
| 10. Januar    | Hugh MacGrillen        | irischer Schachspieler                              | 58/59? |       |
| Juni          | Yaacov Bleiman         | israelischer Schachspieler                          | 56     |       |
| Juni          | Klaus Peter Hoffmann   | deutscher Schachkomponist                           | 61     |       |
| Frühling      | H. G. J. Hölscher      | niederländischer Fernschachspieler                  | 87     |       |

## 2003
| Tag          | Name               | bekannt durch                         | Alter | Beleg |
| ------------ | ------------------ | ------------------------------------- | ----- | ----- |
| 30. November | Walentin Arbakow   | russischer Schachgroßmeister          | 51    |       |
| 24. November | Alfred Tarnowski   | polnischer Schachspieler              | 86    |       |
| 12. November | Artur Hennings     | deutscher Schachspieler               | 63    |       |
| 2. November  | Bengt-Eric Hörberg | schwedischer Schachspieler            | 81    |       |
| 30. Oktober  | Aydın Hüseynov     | aserbaidschanischer Schachgroßmeister | 47    |       |
| 27. Oktober  | Esam Aly Ahmed     | ägyptischer Schachspieler             | 39    |       |
| 31. August   | Péter Székely      | ungarischer Schachspieler             | 48    |       |
| 16. Juli     | Jüri Vetemaa       | estnisch-belgischer Schachspieler     | 46    |       |
| 4. Juli      | Sven Jardorf       | dänischer Fernschachspieler           | 64    |       |
| 21. Juni     | Alvise Zichichi    | italienischer Schachspieler           | 64    |       |
| 16. Mai      | Bogdan Śliwa       | polnischer Schachspieler              | 81    |       |
| 10. Mai      | Milan Vukcevich    | jugoslawischer Schachspieler          | 66    |       |
| 10. April    | Jalo Aatos Fred    | finnischer Meister                    | 85    |       |
| 6. März      | Luděk Pachman      | tschechisch-deutscher Schachspieler   | 78    |       |
| Anfang März  | John Jordan        | englischer Fernschachspieler          | 62    |       |
| 5. Februar   | Josef Steiner      | Schweizer Schachspieler               | 70    |       |
| 4. Februar   | Jaroslav Šajtar    | tschechoslowakischer Ehrengroßmeister | 81    |       |
| 24. Januar   | Inge Kattinger     | österreichische Staatsmeisterin       | 92    |       |
| 14. Januar   | Aage Ingerslev     | dänischer Fernschachspieler           | 69    |       |

## 2002
| Tag             | Name                      | bekannt durch                                                  | Alter  | Beleg  |
| --------------- | ------------------------- | -------------------------------------------------------------- | ------ | ------ |
| 11. Dezember    | Hans Besser               | deutscher Schachspieler                                        | 67     |        |
| 25. Oktober     | Guy Mazzoni               | französischer Schachspieler                                    | 73     |        |
| 15. Oktober     | Jürgen Dueball            | deutscher Schach-, Go- und Bridgespieler                       | 59     |        |
| 26. September   | Ricardo Calvo Mínguez     | spanischer Schachspieler                                       | 58     | [ 18 ] |
| 23. September   | Eduard Gufeld             | sowjetischer Schachspieler                                     | 66     |        |
| 13. September   | Alexander Kasanzew        | sowjetischer Schriftsteller und Schachkomponist                | 96     |        |
| 7. September    | Michel Roos               | französischer Schachspieler                                    | 70     |        |
| 21. August      | Michael Flannan Littleton | irischer Schachspieler                                         | 64     |        |
| 15. August      | Ilze Rubene               | lettische Schachspielerin                                      | 44     |        |
| 7. Juli         | Béla Vigh                 | ungarischer Schachspieler                                      | 57     |        |
| 19. Juni        | David García Ilundáin     | spanischer Schachgroßmeister                                   | 31     | [ 19 ] |
| 30. April       | Alexander Pituk           | slowakischer Schachkomponist                                   | 97     |        |
| 13. Februar     | Edmar Mednis              | US-amerikanischer Schachspieler und -autor lettischer Herkunft | 64     |        |
| Datum unbekannt | Aristidis Paidoussis      | griechischer Schachspieler                                     | 76/77? |        |

## 2001
| Tag           | Name                     | bekannt durch                              | Alter | Beleg  |
| ------------- | ------------------------ | ------------------------------------------ | ----- | ------ |
| 12. November  | Tony Miles               | britischer Schachspieler                   | 46    |        |
| 10. September | Alexei Suetin            | russischer Schachspieler                   | 74    | [ 20 ] |
| 5. September  | Chantal Chaudé de Silans | französische Schachmeisterin               | 82    |        |
| 4. August     | Claude Bloodgood         | US-amerikanischer Mörder und Schachspieler | 64    |        |
| 3. Juni       | Friedl Rinder            | deutsche Schachspielerin                   | 95    |        |
| 27. März      | Tereza Štadler           | jugoslawische Schachspielerin              | 64    |        |
| 3. April      | Martin Christoffel       | Schweizer Schachspieler                    | 78    |        |
| 1. April      | Eugênio German           | brasilianischer Schachspieler              | 70    | [ 21 ] |
| 23. März      | Karlis Ozols             | lettisch-australischer Schachspieler       | 88    |        |
| 4. März       | Gerardo Barbero          | argentinischer Schachgroßmeister           | 39    | [ 22 ] |
| 2. März       | Henk Hage                | niederländischer Fernschachspieler         | 57    | [ 23 ] |
| 11. Februar   | Elmar Kask               | estnischer Fernschachspieler               | 79    |        |
| 24. Januar    | Günter Schöneberg        | deutscher Fernschachspieler                | 75    |        |

## 2000
| Tag           | Name                    | bekannt durch                                          | Alter | Beleg |
| ------------- | ----------------------- | ------------------------------------------------------ | ----- | ----- |
| 8. Dezember   | Ruth Bloch-Nakkerud     | norwegische Schachspielerin                            | 89    |       |
| 4. Dezember   | Gisela Gresser          | US-amerikanische Schachspielerin                       | 94    |       |
| 13. Oktober   | László Kovács           | ungarischer Schachspieler                              | 62    |       |
| 24. September | Jaan Eslon              | schwedischer Schachmeister                             | 48    |       |
| 19. September | Karl Robatsch           | österreichischer Schachspieler und Botaniker           | 70    |       |
| 6. August     | Raúl Sanguineti         | argentinischer Ehrengroßmeister                        | 67    |       |
| 20. Juli      | Wladimir Bagirow        | aserbaidschanischer Schachgroßmeister                  | 63    |       |
| 3. Juli       | Georgi Tringow          | bulgarischer Schachmeister                             | 63    |       |
| 2. Juli       | Anatoli Ufimzew         | kasachisch-sowjetischer Schachmeister und -theoretiker | 86    |       |
| 1. Juli       | Alex Sandor Siklos      | kanadischer Fernschachspieler                          | 64    |       |
| 27. Juni      | Gerhard Pfeiffer        | deutscher Schachspieler                                | 77    |       |
| 6. Mai        | Eleazar Jiménez         | kubanischer Schachspieler                              | 71    |       |
| 28. April     | Arthur Dake             | US-amerikanischer Schachspieler                        | 90    |       |
| 13. April     | Aivars Gipslis          | lettischer Schachspieler                               | 63    |       |
| 3. April      | Milko Bobozow           | bulgarischer Schachgroßmeister                         | 68    |       |
| 5. März       | Daniel Abraham Yanofsky | kanadischer Schachspieler                              | 74    |       |
| 22. Februar   | Eugene Martinovsky      | US-amerikanischer Fernschachspieler                    | 68    |       |
| 5. Februar    | George Koltanowski      | belgisch-US-amerikanischer Schachspieler               | 96    |       |
| 25. Januar    | Folke Ekström           | schwedischer Schachspieler                             | 93    |       |
| 6. Januar     | Alexei Wyschmanawin     | russischer Schachspieler                               | 40    |       |

## 1990er Jahre
| Tag                           | Name           | bekannt durch              | Alter  | Beleg |
| ----------------------------- | -------------- | -------------------------- | ------ | ----- |
| vermutlich späte 1990er Jahre | Wassili Dolgow | russischer Schachkomponist | 71-76? |       |

## 1999
| Tag             | Name                   | bekannt durch                                      | Alter  | Beleg |
| --------------- | ---------------------- | -------------------------------------------------- | ------ | ----- |
| 9. Dezember     | Juliane Hund           | deutsche Schachspielerin                           | 71     |       |
| 11. November    | Lodewijk Prins         | niederländischer Schachspieler                     | 86     |       |
| 17. September   | Gary Koshnitsky        | australischer Meister                              | 91     |       |
| 22. Mai         | Leonid Zagoruiko       | belarussischer Schachkomponist                     | 75     |       |
| 17. Mai         | Lembit Oll             | estnischer Schachspieler                           | 33     |       |
| 21. April       | Roger Daniel           | französischer Schachspieler                        | 83     |       |
| 13. April       | Ortvin Sarapu          | neuseeländischer Schachspieler estnischer Herkunft | 75     |       |
| 24. Februar     | Catharina Roodzant     | niederländische Schachspielerin                    | 102    |       |
| 4. Februar      | Kenneth Ray Smith      | US-amerikanischer Schachautor und -verleger        | 68     |       |
| 8. Januar       | Eva Aronson            | US-amerikanische Schachspielerin                   | 90     |       |
| Datum unbekannt | Panayotis Panagopoulos | griechischer Schachspieler                         | 82/83? |       |
| Datum unbekannt | Palas Atena Veloso     | brasilianische Schachspielerin                     | 38?    |       |

## 1998
| Tag             | Name                | bekannt durch                                                  | Alter  | Beleg |
| --------------- | ------------------- | -------------------------------------------------------------- | ------ | ----- |
| 22. Dezember    | Eric Arnlind        | schwedischer Schachspieler                                     | 76     |       |
| 17. November    | Efim Geller         | sowjetischer Schachspieler                                     | 73     |       |
| 3. Oktober      | Ryszard Gąsiorowski | polnischer Fernschachspieler                                   | 62     |       |
| 24. September   | Rosendo Balinas     | philippinischer Schachgroßmeister                              | 57     |       |
| 11. September   | Carlos Guimard      | argentinischer Schachgroßmeister                               | 85     |       |
| 1. September    | Theo Schuster       | deutscher Schachmeister und Schachjournalist                   | 87     |       |
| 8. August       | László Szabó        | ungarischer Schachspieler                                      | 81     |       |
| 2. Juli         | Ursula Liebert      | deutsche Schachspielerin                                       | 64     |       |
| 15. Mai         | Tivadar Kardos      | ungarischer Schachproblemkomponist                             | 76     |       |
| 10. Januar      | Mona May Karff      | britisch-palästinensische und US-amerikanische Schachspielerin | 83     |       |
| 2. Januar       | Wolfram Bialas      | deutscher Schachspieler                                        | 62     |       |
| Datum unbekannt | Norbert Karker      | deutscher Fernschachspieler                                    | 68/69? |       |

## 1997
| Tag                  | Name                | bekannt durch                                     | Alter  | Beleg |
| -------------------- | ------------------- | ------------------------------------------------- | ------ | ----- |
| 5. Dezember          | Terrey Shaw         | australischer Schachspieler                       | 51     |       |
| vor dem 13. November | Dimitrios Parliaros | griechischer Schachspieler                        | 75/76? |       |
| 11. November         | Jerzy Krzysztoń     | polnischer Fernschachspieler                      | 57     |       |
| 15. September        | Antti Pyhälä        | finnischer Schachspieler                          | 42     |       |
| 17. August           | Fotis Mastihiadis   | griechischer Schachspieler                        | 83/84? |       |
| Juli                 | Paul Diaconescu     | rumänischer Fernschachspieler und Schachkomponist | 67     |       |
| 5. Juli              | Miguel Najdorf      | polnisch-argentinischer Schachspieler             | 87     |       |
| 16. Februar          | Alvis Vītoliņš      | lettischer Schachspieler                          | 50     |       |
| 2. Februar           | Erich Eliskases     | österreichischer und argentinischer Schachspieler | 83     |       |
| Datum unbekannt      | David Wilfred Lodge | englischer Fernschachspieler                      | 61/62? |       |

## 1996
| Tag         | Name                  | bekannt durch                             | Alter | Beleg |
| ----------- | --------------------- | ----------------------------------------- | ----- | ----- |
| 9. November | Guðmundur Arnlaugsson | isländischer Schachspieler                | 83    |       |
| 29. Oktober | Milinka Merlini       | jugoslawisch-französische Schachspielerin | 67    |       |
| 14. August  | Károly Honfi          | ungarischer Schachgroßmeister             | 65    |       |
| 4. August   | Wladimir Liberson     | sowjetisch-israelischer Schachgroßmeister | 59    |       |
| 8. Juli     | Mario Camorani        | italienischer Schachproblemkomponist      | 83    |       |
| 5. Juli     | Predrag Ostojić       | jugoslawischer Schachspieler              | 58    |       |
| 30. Juni    | Alois Nagler          | Schweizer Schachkomponist                 | 88    |       |
| 28. Juni    | Julio Bolbochán       | argentinischer Schachspieler              | 76    |       |
| 31. Mai     | Birdie Reeve Kay      | US-amerikanische Schachspielerin          | 89    |       |
| 18. Mai     | Josef Porath          | deutscher Schachspieler                   | 84    |       |
| 10. April   | Rodica Manolescu      | rumänische Schachspielerin                | 85    |       |
| 15. März    | Fritz Schonert        | deutscher Schachkomponist                 | 91    |       |
| 13. März    | Louis Bigot           | französischer Schachspieler               | 82    |       |
| 11. März    | Manfred Schäfer       | deutscher Fernschachspieler               | 83    |       |
| 14. Februar | Cenek Kottnauer       | tschechisch-britischer Schachspieler      | 85    |       |
| 26. Januar  | Otto Benkner          | saarländischer Schachspieler              | 86    |       |

## 1995
| Tag                           | Name                       | bekannt durch                                  | Alter | Beleg  |
| ----------------------------- | -------------------------- | ---------------------------------------------- | ----- | ------ |
| 29. Dezember                  | Wolfgang Pietzsch          | deutscher Schachspieler                        | 65    |        |
| 27. Dezember                  | Genrich Gasparjan          | sowjetischer Schachspieler und Schachkomponist | 85    |        |
| 15. Dezember                  | Miroslav Katětov           | tschechischer Schachspieler und Mathematiker   | 77    |        |
| 30. August                    | Lew Polugajewski           | russisch-sowjetischer Schachspieler            | 60    |        |
| tot aufgefunden am 22. August | Gilles Andruet             | französischer Schachspieler                    | 37    |        |
| 30. Juni                      | Mario Monticelli           | italienischer Ehrengroßmeister                 | 93    |        |
| 6. Juni                       | Heinz Lehmann              | deutscher Schachspieler                        | 73    |        |
| 4. Juni                       | Alfred Beni                | österreichischer Schachspieler                 | 72    |        |
| 16. Mai                       | Gustav Herbert Hultberg    | schwedischer Schachkomponist                   | 85    |        |
| 7. Mai                        | Éva Karakas                | ungarische Schachmeisterin                     | 73    |        |
| 5. Mai                        | Michail Botwinnik          | russischer Schachweltmeister                   | 83    |        |
| 5. April                      | Nicolaas Cortlever         | niederländischer Schachspieler                 | 79    |        |
| 25. März                      | Philip Stuart Milner-Barry | britischer Schachmeister                       | 88    |        |
| 7. März                       | Róża Herman                | polnische Schachspielerin                      | 93    |        |
| 13. Januar                    | Karl Junker                | deutscher Schachproblemkomponist               | 89    |        |
| 7. Januar                     | Harry Golombek             | britischer Schachspieler                       | 83    |        |
| Datum unbekannt               | Gisela Harum               | österreichische Schachspielerin                | 92?   |        |
| Datum unbekannt (vermisst)    | Antonio Rocha              | brasilianischer Schachspieler                  | 51?   | [ 24 ] |

## 1994
| Tag          | Name                   | bekannt durch                                  | Alter | Beleg |
| ------------ | ---------------------- | ---------------------------------------------- | ----- | ----- |
| 13. Dezember | Olga Rubzowa           | russische Schachspielerin                      | 85    |       |
| 25. November | Wladimir Sak           | ukrainischer Schachspieler                     | 81    |       |
| 6. November  | Wladimir Sagorowski    | sowjetischer Schachspieler                     | 69    |       |
| 11. August   | Markus Trepp           | Schweizer Schachspieler                        | 32    |       |
| 30. Juli     | Theo van Scheltinga    | niederländischer Schachmeister                 | 80    |       |
| 14. Juni     | Hans Christoph Krumm   | deutscher Schachkomponist                      | 62    |       |
| 13. Mai      | Wladimir Antoschin     | sowjetischer Schachgroßmeister                 | 64    |       |
| 25. Februar  | Triantafyllos Siaperas | griechischer Schachspieler und Schachkomponist | 62    |       |
| 10. Februar  | Robert Crépeaux        | französischer Schachspieler                    | 93    |       |

## 1993
| Tag                       | Name                 | bekannt durch                                                | Alter | Beleg |
| ------------------------- | -------------------- | ------------------------------------------------------------ | ----- | ----- |
| 15. Dezember              | Peter Kniest         | deutscher Schachkomponist                                    | 89    |       |
| 9. Dezember               | Alexander Koblenz    | lettischer Schachspieler, Schachtrainer und Schachjournalist | 77    |       |
| 28. November              | Rudolf Keller        | deutscher Schachspieler                                      | 76    |       |
| 20. Mai                   | Dragoljub Janošević  | serbischer Schachspieler                                     | 69    |       |
| 26. März                  | Reuben Fine          | US-amerikanischer Schachspieler und Psychoanalytiker         | 78    |       |
| 6. März                   | Walentina Borissenko | sowjetische Schachspielerin                                  | 73    |       |
| 12. Februar               | Felix Sonnenfeld     | brasilianischer Schachkomponist                              | 82    |       |
| 14. Januar                | Pepita Ferrer Lucas  | spanische Schachspielerin                                    | 54    |       |
| 2. Januar                 | Wladimir Makogonow   | Sowjetischer Schachgroßmeister                               | 88    |       |
| 2. Januar                 | Josef Szöghy         | ungarischer Schachkomponist                                  | 82    |       |
| aufgefunden am 4. Februar | Wilfried Lange       | deutscher Schachmeister                                      | 83    |       |

## 1992
| Tag          | Name               | bekannt durch                                             | Alter | Beleg |
| ------------ | ------------------ | --------------------------------------------------------- | ----- | ----- |
| 26. November | Leopold Mitrofanow | russischer Studienkomponist im Schach                     | 60    |       |
| 15. November | Adelquis Remón Gay | kubanischer Schachspieler                                 | 43    |       |
| 5. November  | Arpad Elo          | US-amerikanischer Mathematiker, Begründer des Elo-Systems | 89    |       |
| 3. November  | Vladas Mikėnas     | litauischer Schachspieler                                 | 82    |       |
| 2. November  | Walter Niephaus    | deutscher Schachspieler                                   | 69    |       |
| 27. Juni     | Michail Tal        | lettischer/sowjetischer Schachweltmeister                 | 55    |       |
| 27. April    | Alfredo Olivera    | uruguayischer Schachspieler                               | 84    |       |
| 14. April    | György Négyesy     | ungarischer Schachspieler                                 | 98    |       |
| 4. April     | Samuel Reshevsky   | US-amerikanischer Schachspieler                           | 80    |       |
| 20. Januar   | Paul Tröger        | deutscher Schachmeister                                   | 78    |       |
| unbekannt    | Gerhart Gunderam   | deutscher Schachtheoretiker                               | 87?   |       |

## 1991
| Tag           | Name               | bekannt durch                                                      | Alter | Beleg |
| ------------- | ------------------ | ------------------------------------------------------------------ | ----- | ----- |
| 29. Dezember  | Brian Reilly       | irischer Schachspieler                                             | 90    |       |
| 6. November   | Theodor Siers      | deutscher Schachkomponist und Autor                                | 81    |       |
| 21. Oktober   | Grzegorz Grzeban   | polnischer Schachkomponist                                         | 89    |       |
| 3. Oktober    | Gia Nadareischwili | georgischer Schachkomponist                                        | 70    |       |
| 20. September | Jolanta Dahlin     | polnisch-schwedische Schachspielerin                               | 51    |       |
| 10. August    | Lörinc Bata        | ungarischer Schachkomponist                                        | 84    |       |
| 3. Juni       | Osmo Kaila         | finnischer Schachspieler, -komponist und -kompositionspreisrichter | 75    |       |
| 3. Juni       | Sergiu Samarian    | rumänischer Schachspieler, -schriftsteller und -trainer            | 67    |       |
| 2. Mai        | Alfredo Lewkowitz  | argentinischer Fernschachspieler                                   | 71    |       |
| 11. Januar    | Ladislav Alster    | tschechoslowakischer Schachspieler und -journalist                 | 63    |       |

## 1990
| Tag           | Name                        | bekannt durch                                       | Alter | Beleg |
| ------------- | --------------------------- | --------------------------------------------------- | ----- | ----- |
| 26. Oktober   | Guillermo García González   | kubanischer Schachspieler                           | 36    |       |
| 26. Oktober   | Gerhard Wolfgang Jensch     | deutscher Schachkomponist                           | 70    |       |
| 10. Oktober   | Emil Joseph Diemer          | deutscher Schachspieler                             | 82    |       |
| 28. September | Volkhard Rührig             | deutscher Schachspieler                             | 37    |       |
| 21. September | Alexander Konstantinopolski | sowjetischer Schachspieler                          | 80    |       |
| 30. August    | Adriano Chicco              | italienischer Problemkomponist und Schachhistoriker | 83    |       |
| 22. August    | Rudolf Marić                | Schachmeister und Schachbuchautor aus Jugoslawien   | 63    |       |
| 16. August    | Ernest Pogosjanz            | sowjetischer Schachkomponist                        | 55    |       |
| 22. Juli      | John Niemann                | deutscher Schachproblemkomponist                    | 85    |       |
| 29. Mai       | Aleksandar Zwetkow          | bulgarischer Schachspieler                          | 75    |       |
| 12. März      | Baldur Hönlinger            | österreichischer Schachmeister                      | 84    |       |
| 9. März       | Carlos Alberto Peronace     | argentinischer Schachproblemkomponist               | 57    |       |
| 25. Februar   | Ingrid Larsen               | dänische Schachspielerin                            | 80    |       |
| 9. Februar    | Wladimir Schischkin         | sowjetischer Schachspieler                          | 52    |       |
| 28. Januar    | Tibor Flórián               | ungarischer Schachspieler                           | 70    |       |
| 7. Januar     | Eero Böök                   | finnischer Schachspieler                            | 79    |       |

## 1989
| Tag          | Name                    | bekannt durch                           | Alter  | Beleg |
| ------------ | ----------------------- | --------------------------------------- | ------ | ----- |
| 21. November | Jacques Planté          | französischer Schachspieler             | 65     |       |
| 9. November  | Nenad Petrović          | kroatischer Schachkomponist             | 82     |       |
| 29. Oktober  | Michael Joseph Schuster | irischer Schachspieler                  | 69/70? |       |
| 15. Oktober  | Anatoli Lutikow         | sowjetischer Schachspieler und -trainer | 56     |       |
| 13. Oktober  | Vladimir Roždestvenski  | estnischer Fernschachspieler            | 61     |       |
| 22. Juli     | Jewgeni Umnow           | russischer Schachkomponist              | 76     |       |
| 24. April    | Max Eisinger            | deutscher Schachspieler                 | 79     |       |
| 4. April     | Baruch Harold Wood      | englischer Schachmeister                | 79     |       |
| 8. März      | Jelisaweta Bykowa       | sowjetische Schachspielerin             | 75     |       |
| 1. März      | André Muffang           | französischer Schachspieler             | 91     |       |
| 26. Februar  | Hans Klüver             | deutscher Schachkomponist               | 87     |       |

## 1988
| Tag             | Name                     | bekannt durch                           | Alter | Beleg  |
| --------------- | ------------------------ | --------------------------------------- | ----- | ------ |
| 13. Dezember    | Wally Henschel           | deutsche Schachspielerin                | 95    |        |
| 5. Dezember     | Erik Lundin              | schwedischer Schachspieler              | 84    |        |
| 27. November    | Jan Hein Donner          | niederländischer Schachgroßmeister      | 61    |        |
| 13. November    | Béla Perényi             | ungarischer Schachspieler               | 35    |        |
| 22. Oktober     | Hans Platz               | deutscher Schachspieler in der DDR      | 68    |        |
| 14. August      | Hans-Werner von Massow   | deutscher Schachfunktionär              | 76    |        |
| 16. Mai         | Ernő Gereben             | ungarisch-schweizerischer Schachspieler | 80    |        |
| 15. Mai         | Kristian Sköld           | schwedischer Schachspieler              | 76    |        |
| 2. Mai          | Berthold Koch            | deutscher Schachspieler                 | 89    |        |
| 4. April        | Herbert Heinicke         | deutscher Schachspieler                 | 83    | [ 25 ] |
| 4. Januar       | Márcio Elísio de Freitas | brasilianischer Schachspieler           | 62    |        |
| vor dem 2. Juni | Olício Gadia             | brasilianischer Schachspieler           | 59    |        |

## 1987
| Tag             | Name                | bekannt durch                        | Alter | Beleg |
| --------------- | ------------------- | ------------------------------------ | ----- | ----- |
| 20. Dezember    | Narelle Kellner     | australische Schachspielerin         | 53    |       |
| 26. November    | Anthony Dickins     | britischer Schachkomponist           | 73    |       |
| 12. August      | Hilmar Karlsson     | isländischer Schachspieler           | 30    |       |
| 12. Mai         | Zsuzsa Makai        | rumänisch-ungarische Schachspielerin | 41    |       |
| 1. Mai          | Wladimir Korolkow   | russischer Schachkomponist           | 79    |       |
| 23. März        | Nevzat Süer         | türkischer Schachspieler             | 61?   |       |
| 2. Februar      | Jakow Estrin        | russischer Schachspieler             | 63    |       |
| 13. Januar      | Wladimir Alatorzew  | sowjetischer Ehrengroßmeister        | 77    |       |
| Datum unbekannt | Georgios Gaitanaros | griechischer Schachspieler           | 68/69 |       |

## 1986
| Tag             | Name                         | bekannt durch                                                                    | Alter  | Beleg |
| --------------- | ---------------------------- | -------------------------------------------------------------------------------- | ------ | ----- |
| 29. Dezember    | Wenka Asenowa                | bulgarische Ehrengroßmeisterin                                                   | 56     |       |
| 13. November    | Volf Bergraser               | französischer Schachspieler                                                      | 82     |       |
| 12. November    | Jean-Pierre Boyer            | französischer Schachkomponist                                                    | 51     |       |
| 9. November     | Charles Edward Kemp          | englischer Schachkomponist                                                       | 84     |       |
| 5. November     | Oskar Wielgos                | deutscher Schachkomponist                                                        | 70     |       |
| 1. November     | Rudolf Leopold               | deutscher Schachkomponist                                                        | 91     |       |
| 18. September   | Thomaz Pompeu Accioly Borges | brasilianischer Schachspieler                                                    | 77     |       |
| 27. August      | Georgi Agsamow               | sowjetischer Schachgroßmeister                                                   | 31     |       |
| 17. August      | Bengt Ekenberg               | Schwedischer Meister                                                             | 74     |       |
| 20. Juni        | Anatole Ianovcic             | rumänischer Schachkomponist                                                      | 89     |       |
| 8. Juni         | Herbert Geisdorf             | deutscher Schachkomponist                                                        | 46     |       |
| 27. Mai         | Borislav Milić               | jugoslawischer Ehrengroßmeister                                                  | 61     |       |
| 25. Mai         | Heinrich Fraenkel            | deutsch-englischer Schachkomponist, NS-Historiker und Bundesverdienstkreuzträger | 88     |       |
| 6. April        | Annabelle Lougheed-Freedman  | kanadische Schachspielerin                                                       | 87     |       |
| 4. April        | Jacob Erhard Wilhjelm Gemzøe | dänischer Meister                                                                | 89     |       |
| 5. März         | Ljudmila Rudenko             | sowjetische Schachspielerin                                                      | 81     |       |
| 27. Februar     | Gedeon Barcza                | ungarischer Schachspieler                                                        | 74     |       |
| Datum unbekannt | Artemis Fouriki              | griechische Schachspielerin                                                      | 44/45? |       |
| Datum unbekannt | Haralabos Siggelakis         | griechischer Schachspieler                                                       | 50/51? |       |

## 1985
| Tag          | Name                      | bekannt durch                                                   | Alter | Beleg |
| ------------ | ------------------------- | --------------------------------------------------------------- | ----- | ----- |
| 17. Dezember | Ludwig Herrmann           | DDR-Nationalspieler                                             | 76    |       |
| 10. November | Hermann Lücke             | deutscher Schachfunktionär und -komponist                       | 79    |       |
| 1. Oktober   | Wladimir Bron             | russischer Schachkomponist                                      | 76    |       |
| 26. August   | Oleg Nejkirch             | bulgarischer Schachspieler                                      | 71    |       |
| 13. Mai      | Ernst Schaaf              | deutscher Schachkomponist                                       | 105   |       |
| 7. Mai       | Martin Beheim-Schwarzbach | deutsch-britischer Schriftsteller, Schachspieler und Übersetzer | 85    |       |
| 19. April    | Józef Gromek              | polnischer Schachspieler                                        | 53    |       |
| 20. Februar  | Isaac Kashdan             | US-amerikanischer Schachgroßmeister und Autor                   | 79    |       |
| 26. Januar   | Jacob Yuchtman            | sowjetisch-US-amerikanischer Schachspieler                      | 50    |       |

## 1984
| Tag          | Name                              | bekannt durch                                   | Alter | Beleg |
| ------------ | --------------------------------- | ----------------------------------------------- | ----- | ----- |
| 23. Dezember | Johann Bernhard Michael Schneider | deutscher Schachproblemkomponist                | 79    |       |
| 11. Dezember | Poul Hage                         | dänischer Schachkomponist                       | 78    |       |
| 9. November  | Jindřich Fritz                    | tschechischer Großmeister der Schachkomposition | 72    |       |
| 8. November  | Albert H. Kniest                  | deutscher Schachkomponist                       | 76    |       |
| 6. September | Hans Lepuschütz                   | österreichischer Schachkomponist                | 74    |       |
| 4. September | Fedir Bohatyrtschuk               | ukrainisch-kanadischer Schachspieler            | 91    |       |
| 31. August   | Moshe Czerniak                    | israelischer Schachmeister                      | 74    |       |
| 25. August   | Max Blau                          | schweizerischer Schachspieler                   | 65    |       |
| 23. August   | David Joseph                      | englischer Schachkomponist                      | 88    |       |
| 13. August   | Tigran Petrosjan                  | armenisch-sowjetischer Schachweltmeister        | 55    |       |
| 11. August   | Paul Felix Schmidt                | baltendeutscher Schachspieler                   | 67    |       |
| 8. August    | Vladimír Pachman                  | tschechischer Großmeister für Schachkomposition | 66    |       |
| 17. Mai      | Albert Becker                     | österreichischer Schachmeister                  | 87    |       |
| 8. April     | Mijo Udovčić                      | jugoslawischer Schachgroßmeister                | 63    |       |
| 28. März     | Comins Mansfield                  | englischer Schachproblemkomponist               | 87    |       |
| 26. März     | Holger Norman-Hansen              | dänischer Schachmeister                         | 85    |       |
| 26. März     | Octávio Trompowsky                | brasilianischer Schachspieler                   | 86    |       |

## 1983
| Tag           | Name                   | bekannt durch                                                       | Alter | Beleg  |
| ------------- | ---------------------- | ------------------------------------------------------------------- | ----- | ------ |
| 9. Dezember   | János Flesch           | ungarischer Schachspieler                                           | 50    |        |
| 18. November  | Pjotr Dubinin          | russischer Nah- und Fernschachspieler                               | 74    |        |
| 10. September | Victor Ciocâltea       | rumänischer Schachspieler                                           | 51    |        |
| 23. August    | G. F. Anderson         | englischer Schachkomponist                                          | 85    |        |
| 18. Juli      | Salo Flohr             | tschechoslowakisch-sowjetischer Schachmeister aus Österreich-Ungarn | 74    |        |
| 5. Juli       | María Berea de Montero | argentinische Schachspielerin                                       | 69    |        |
| 21. Juni      | Herbert Grasemann      | deutscher Schachkomponist und -autor                                | 65    |        |
| 19. Juni      | Alexander Prameshuber  | österreichischer Schachspieler                                      | 56    |        |
| 6. Juni       | Franz Auer             | österreichischer Schachspieler                                      | 64    |        |
| 28. April     | Karl Ursprung          | deutscher Schachkomponist                                           | 80    |        |
| 7. April      | Bruno Kantorowicz      | deutsch-niederländischer Schachkomponist                            | 97    |        |
| 26. März      | Arthur Madsen          | dänischer Schachkomponist                                           | 82    |        |
| 12. März      | Regina Gerlecka        | polnische Schachspielerin                                           | 70    |        |
| 14. Februar   | Ludwig Rellstab        | deutscher Schachmeister                                             | 78    | [ 26 ] |
| 17. Januar    | William Edward Martz   | US-amerikanischer Schachmeister                                     | 37    |        |

## 1982
| Tag         | Name                | bekannt durch                                                          | Alter | Beleg |
| ----------- | ------------------- | ---------------------------------------------------------------------- | ----- | ----- |
| 21. Oktober | Edmund Edmonson     | US-amerikanischer Schachfunktionär                                     | 62    |       |
| 3. Oktober  | Lew Aronin          | sowjetischer Schachspieler                                             | 62    |       |
| 1. August   | Heinrich Jühe       | deutscher Schachspieler                                                | 77    |       |
| 22. Mai     | Alexander Herbstman | russischer Schachkomponist                                             | 82    |       |
| 13. März    | William Fairhurst   | englisch-schottisch-neuseeländischer Schachspieler und Brückendesigner | 78    |       |
| 12. Februar | Paulino Frydman     | polnischer Schachspieler, der Polen und Argentinien repräsentierte     | 76    |       |
| 6. Februar  | Ernst Bachl         | deutscher Schachkomponist                                              | 86    |       |
| 2. Januar   | Johan Barendregt    | niederländischer Schachspieler                                         | 57    |       |

## 1981
| Tag             | Name                      | bekannt durch                           | Alter  | Beleg |
| --------------- | ------------------------- | --------------------------------------- | ------ | ----- |
| 30. Dezember    | Joseph Platz              | deutsch-US-amerikanischer Schachspieler | 76     |       |
| 5. November     | Jorma Äijälä              | finnischer Meister                      | 34     |       |
| 4. Dezember     | Karl Gilg                 | deutscher Schachspieler                 | 80     |       |
| 26. November    | Max Euwe                  | niederländischer Schachweltmeister      | 80     |       |
| 12. November    | Herman Pilnik             | argentinischer Schachgroßmeister        | 67     |       |
| 27. Oktober     | Lūcijs Endzelīns          | australischer Schachspieler             | 72     |       |
| 2. August       | Josef Breuer              | deutscher Schachkomponist               | 78     |       |
| 19. April       | Christian Poulsen         | dänischer Schachspieler                 | 68     |       |
| 5. April        | Toivo Salo                | finnischer Meister                      | 72     |       |
| 25. März        | Edward Lasker             | deutsch-US-amerikanischer Schachspieler | 95     |       |
| 4. März         | Nancy Elder               | schottische Schachspielerin             | 65     |       |
| 15. Februar     | Esteban Canal             | peruanischer Ehrengroßmeister           | 84     |       |
| 5. Februar      | Fritz Ueberhagen          | deutscher Schachkomponist               | 77     |       |
| 3. Februar      | Wolfgang Fichtner         | deutscher Schachkomponist               | 32     |       |
| 8. Januar       | Alexander Kotow           | sowjetischer Schachspieler              | 67     |       |
| Datum unbekannt | Anastasios Anastasopoulos | griechischer Schachspieler              | 65/66? |       |

## 1980
| Tag             | Name                      | bekannt durch                            | Alter | Beleg |
| --------------- | ------------------------- | ---------------------------------------- | ----- | ----- |
| 31. Dezember    | Ragnar Krogius            | finnischer Meister                       | 77    |       |
| 25. Dezember    | E. M. H. Guttmann         | deutscher Schachkomponist                | 71    |       |
| 17. Dezember    | Harold Lommer             | englisch-schweizerischer Schachkomponist | 76    |       |
| 8. Dezember     | Petar Trifunović          | jugoslawischer Schachgroßmeister         | 70    |       |
| 10. November    | Milan Vidmar junior       | slowenischer Schachspieler               | 70    |       |
| 8. Oktober      | Octavio Troianescu        | rumänischer Schachspieler                | 64    |       |
| 3. Oktober      | María Teresa Mora         | kubanische Schachspielerin               | 77    |       |
| 3. Oktober      | Albéric O’Kelly de Galway | belgischer Fernschachweltmeister         | 69    |       |
| 12. September   | André Chéron              | französischer Schachspieler und -autor   | 84    |       |
| 5. Juni         | Axel Akerblom             | schwedischer Schachkomponist             | 75    |       |
| 2. Juni         | Vasja Pirc                | jugoslawischer Schachgroßmeister         | 72    |       |
| 23. Mai         | Jens Enevoldsen           | dänischer Schachspieler                  | 72    |       |
| 27. April       | Fritz Gygli               | Schweizer Meister                        | 83    |       |
| 19. April       | Reinhard Cherubim         | deutscher Schachspieler                  | 73    |       |
| 15. März        | Gerald Abrahams           | englischer Schachspieler                 | 72    |       |
| 29. Februar     | Lothar Zinn               | deutscher Schachspieler                  | 41    |       |
| Datum unbekannt | Salome Reischer           | österreichische Schachspielerin          | 81?   |       |

## 1979
| Tag          | Name                | bekannt durch                                       | Alter | Beleg |
| ------------ | ------------------- | --------------------------------------------------- | ----- | ----- |
| 30. Dezember | Karel Skalička      | tschechoslowakischer Schachspieler                  | 83    |       |
| 12. Dezember | Maximilián Ujtelky  | slowakischer Schachspieler                          | 64    |       |
| 12. November | Gawriil Weressow    | sowjetischer Schachspieler                          | 67    |       |
| 6. November  | Cecil Purdy         | australischer Schachspieler                         | 73    |       |
| 4. November  | Jeanne d’Autremont  | französische Schachspielerin                        | 80    |       |
| 16. August   | Joseph Böhm         | deutscher Schachkomponist                           | 82    |       |
| 12. August   | Joachim Reiners     | deutscher Schachkomponist                           | 44    |       |
| 24. Juli     | Otto Zimmermann     | Schweizer Meister                                   | 86    |       |
| 14. Juni     | Igor Bondarewski    | sowjetischer Schachgroßmeister                      | 66    |       |
| 1. Februar   | Walter Usath        | deutscher Schachkomponist und Schwalbe-Mitbegründer | 81    |       |
| 21. Januar   | Hans-Hilmar Staudte | deutscher Schachkomponist                           | 68    |       |

## 1978
| Tag          | Name                 | bekannt durch                  | Alter | Beleg |
| ------------ | -------------------- | ------------------------------ | ----- | ----- |
| 12. Dezember | Ilja Kan             | sowjetischer Schachspieler     | 69    |       |
| 13. November | Fritz Giegold        | deutscher Schachkomponist      | 75    |       |
| 17. Oktober  | Gösta Danielsson     | Schwedischer Meister           | 66    |       |
| 7. Oktober   | Claude Hugot         | französischer Schachspieler    | 49    |       |
| 11. Juni     | Pertti Poutiainen    | finnischer Schachspieler       | 25    |       |
| 19. März     | Carlos Torre Repetto | mexikanischer Schachspieler    | 72    |       |
| 16. März     | Semjon Furman        | sowjetischer Schachgroßmeister | 57    |       |
| 2. März      | Juan Manuel Fuentes  | spanischer Schachspieler       | 71    |       |

## 1977
| Tag           | Name                  | bekannt durch                                   | Alter | Beleg |
| ------------- | --------------------- | ----------------------------------------------- | ----- | ----- |
| 22. November  | Ivan Vladimir Rohaček | slowakischer Schachspieler                      | 68    |       |
| 1. Oktober    | František Zita        | tschechischer Schachspieler                     | 67    |       |
| 14. September | Paul Michel           | deutscher Schachmeister                         | 71    |       |
| 24. Juli      | Ernst Rojahn          | norwegischer Schachspieler                      | 67    |       |
| 2. Juli       | Vladimir Nabokov      | sowjetischer Schriftsteller und Schachkomponist | 78    |       |
| 5. Februar    | Issaak Boleslawski    | sowjetischer Schachspieler                      | 57    |       |

## 1976
| Tag          | Name              | bekannt durch                   | Alter | Beleg |
| ------------ | ----------------- | ------------------------------- | ----- | ----- |
| 13. Dezember | Tigran Gorgijew   | sowjetischer Schachkomponist    | 66    |       |
| 8. September | Clarice Benini    | italienische Schachspielerin    | 71    |       |
| 20. Juni     | Hugo Ilmari Solin | finnischer Meister              | 70    |       |
| 26. April    | József Szily      | ungarischer Schachspieler       | 62    |       |
| 8. April     | Donald Byrne      | US-amerikanischer Schachspieler | 45    |       |
| 20. Februar  | André Thiellement | französischer Schachspieler     | 69    |       |
| 8. Januar    | Walter Jäger      | deutscher Meisterspieler        | 62    |       |

## 1975
| Tag          | Name                 | bekannt durch                            | Alter | Beleg |
| ------------ | -------------------- | ---------------------------------------- | ----- | ----- |
| 2. Dezember  | Hans Johner          | Schweizer Schachspieler und Musiker      | 86    |       |
| 23. November | Andreas Duhm         | Schweizer Meister                        | 92    |       |
| 18. November | Vladimir Vuković     | kroatischer Schachspieler                | 77    |       |
| 16. November | Karel Opočenský      | tschechischer Schachmeister              | 83    |       |
| 12. November | Aarne Ilmari Niemelä | finnischer Meister                       | 68    |       |
| 16. August   | Friedrich Sämisch    | deutscher Schachmeister                  | 78    |       |
| 28. Juli     | Georges Renaud       | französischer Schachspieler              | 82    |       |
| 24. Juli     | Nicolas Rossolimo    | französisch-amerikanischer Schachspieler | 65    |       |
| 5. Juni      | Paul Keres           | estnisch-sowjetischer Schachspieler      | 59    |       |
| 22. April    | Lajos Steiner        | ungarisch-australischer Schachspieler    | 71    |       |
| 25. Januar   | Georg Kieninger      | deutscher Schachspieler                  | 72    |       |

## 1972–1974
| Tag              | Name                         | bekannt durch                                                                       | Alter | Beleg  |
| ---------------- | ---------------------------- | ----------------------------------------------------------------------------------- | ----- | ------ |
| 26. Oktober 1974 | Werner Golz                  | deutscher Schachspieler- und journalist                                             | 40    |        |
| 23. Oktober 1974 | Freysteinn Þorbergsson       | isländischer Schachspieler                                                          | 43    |        |
| 5. Juli 1974     | Henry Grob                   | schweizerischer Schachmeister                                                       | 70    |        |
| 27. Mai 1974     | Gottlieb Machate             | deutscher Schachmeister                                                             | 69    |        |
| 2. April 1974    | Josef Lokvenc                | österreichischer Schachspieler                                                      | 74    |        |
| 1. April 1974    | Maurice Raizman              | französischer Schachspieler                                                         | 69    |        |
| 6. März 1974     | Eugenio Szabados             | ungarisch-italienischer Schachspieler                                               | 75    |        |
| 15. Februar 1974 | Conel Hugh O’Donel Alexander | britischer Schachmeister                                                            | 64    |        |
| 6. Dezember 1973 | Braslav Rabar                | jugoslawischer (kroatischer) Schachspieler und Mitherausgeber des Schachinformators | 54    | [ 27 ] |
| 4. Juli 1973     | Leonid Stein                 | sowjetischer Schachspieler                                                          | 38    |        |
| 1. Juli 1973     | Zandor Nilsson               | schwedischer Schachspieler                                                          | 59    |        |
| 14. Februar 1973 | Hans Kmoch                   | österreichischer Schachspieler                                                      | 78    |        |
| 18. Januar 1973  | Israel Albert Horowitz       | US-amerikanischer Schachspieler                                                     | 65    |        |
| 13. Januar 1973  | Wassili N. Panow             | sowjetischer Schachspieler                                                          | 66    |        |
| 30. Oktober 1972 | Jerzy Lewi                   | polnisch-schwedischer Schachspieler                                                 | 23    |        |
| 26. Oktober 1972 | Mary Bain                    | US-amerikanische Schachspielerin                                                    | 68    |        |
| 23. Juli 1972    | George Alan Thomas           | britischer Schach-, Badminton- und Tennisspieler                                    | 91    |        |
| 27. Mai 1972     | Kazimierz Makarczyk          | polnischer Schachmeister                                                            | 71    |        |
| 20. März 1972    | Georgi Lissizyn              | sowjetischer Schachmeister                                                          | 62    |        |

## 1969–1971
| Tag                    | Name                 | bekannt durch                                     | Alter  | Beleg |
| ---------------------- | -------------------- | ------------------------------------------------- | ------ | ----- |
| 31. Oktober 1971       | Alexander Saizew     | sowjetischer Schachspieler                        | 36     |       |
| 6. Oktober 1971        | Victor Kahn          | russisch-französischer Schachspieler              | 82     |       |
| 2. Mai 1971            | Olaf Barda           | norwegischer Schachspieler.                       | 61     |       |
| 16. März 1971          | Emil Richter         | tschechoslowakischer Schachspieler                | 77     |       |
| 28. Februar 1971       | Hans Müller          | österreichischer Schachmeister und Theoretiker    | 74     |       |
| 1971 (Datum unbekannt) | Abram Blass          | polnisch-israelischer Schachspieler               | 74/75? |       |
| 28. November 1970      | Thorsten Gauffin     | finnischer Meister                                | 69     |       |
| 25. November 1970      | Abraham Kupchik      | US-amerikanischer Schachspieler                   | 78     |       |
| 15. Mai 1970           | Wilhelm Schönmann    | deutscher Schachmeister                           | 81     |       |
| 12. April 1970         | Alois Wotawa         | österreichischer Schachkomponist und Staatsanwalt | 73     |       |
| 6. April 1970          | Jakob Adolf Seitz    | deutscher Schachmeister                           | 72     |       |
| 23. März 1970          | Ludwig Rödl          | deutscher Schachmeister                           | 62     |       |
| 6. Januar 1970         | Vincenzo Castaldi    | italienischer Schachspieler                       | 53     |       |
| 1970 (Datum unbekannt) | Maria Scheffold      | deutsche Schachspielerin                          | ??     |       |
| 29. Dezember 1969      | Kurt Richter         | deutscher Schachspieler                           | 69     |       |
| 27. Dezember 1969      | Alexei Sokolski      | sowjetischer Schachspieler                        | 61     |       |
| 21. November 1969      | Arnoldo Ellerman     | argentinischer Schachkomponist und -autor         | 76     |       |
| 10. Juli 1969          | João de Souza Mendes | brasilianischer Schachspieler                     | 77     |       |
| 3. März 1969           | Alexander Tolusch    | sowjetischer Schachgroßmeister                    | 58     |       |
| 15. Januar 1969        | Walter Henneberger   | Schweizer Schachspieler                           | 85     |       |

## 1965–1968
| Tag                  | Name                    | bekannt durch                                                | Alter | Beleg |
| -------------------- | ----------------------- | ------------------------------------------------------------ | ----- | ----- |
| 31. Dezember 1968    | Carl Ahues              | deutscher Schachspieler                                      | 85    |       |
| 22. Dezember 1968    | Antonio Sacconi         | italienischer Schachspieler                                  | 73    |       |
| 27. November 1968    | Hilda Chater            | irische Schachspielerin                                      | 94    |       |
| 26. Oktober 1968     | Stefan Erdélyi          | rumänischer Schachspieler                                    | 62    |       |
| 25. September 1968   | Wladimir Simagin        | russischer Schachmeister                                     | 49    |       |
| 25. Oktober 1967     | Árpád Vajda             | ungarischer Schachspieler                                    | 71    |       |
| 18. Oktober 1967     | Vitali Halberstadt      | französischer Schachkomponist                                | 64    | EG    |
| 30. Mai 1967         | Alfred Brinckmann       | deutscher Schachspieler und -autor                           | 76    |       |
| 26. Mai 1967         | Gideon Ståhlberg        | schwedischer Schachspieler                                   | 59    |       |
| 10. Mai 1967         | Ernst Weichselbaumer    | deutscher Schachspieler                                      | 60    |       |
| 10. Februar 1967     | Pierre Rolland          | französischer Schachspieler                                  | 40    |       |
| 10. Januar 1967      | Ludwig Engels           | deutscher Schachspieler                                      | 61    |       |
| 3. Januar 1967       | Walter Cruz             | brasilianischer Schachspieler                                | 56    |       |
| 6. Juli 1966         | Aristide Gromer         | französischer Schachspieler                                  | 58    |       |
| 8. oder 9. Juni 1966 | Patrick Brendan Kennedy | irischer Schachspieler                                       | 36    |       |
| 17. Februar 1966     | Siegmund Beutum         | österreichischer Schachmeister                               | 75    |       |
| 6. November 1965     | Fjodor Dus-Chotimirski  | ukrainisch-sowjetischer Schachspieler                        | 86    |       |
| 30. Mai 1965         | Adolf Staehelin         | Schweizer Meister                                            | 64    |       |
| 6. März 1965         | Sonja Graf              | deutsche, argentinische und US-amerikanische Schachspielerin | 56    |       |
| 11. Februar 1965     | Witali Tschechower      | russischer Schachkomponist und -spieler                      | 56    |       |

## 1960–1964
| Tag                    | Name                            | bekannt durch                                                                                 | Alter | Beleg |
| ---------------------- | ------------------------------- | --------------------------------------------------------------------------------------------- | ----- | ----- |
| 15. November 1964      | Samuel Isenegger                | Schweizer Schachkomponist                                                                     | 65    |       |
| 22. September 1964     | Wiktor Goglidse                 | sowjetischer Schachspieler                                                                    | 58    |       |
| 3. Mai 1964            | Birger Axel Rasmusson           | finnischer Meister                                                                            | 62    |       |
| 1. März 1964           | Pjtor Romanowski                | russischer Schachmeister und einer der herausragenden Begründer der Sowjetischen Schachschule | 71    |       |
| 3. November 1963       | Boris Kostić                    | serbischer Schachmeister                                                                      | 76    |       |
| 25. Juli 1963          | Gösta Stoltz                    | schwedischer Schachspieler                                                                    | 59    |       |
| 6. Januar 1963         | Joel Fridlizius                 | schwedischer Schachspieler                                                                    | 93    |       |
| 30. November 1962      | Ossip Bernstein                 | französischer Schachspieler russisch-ukrainischer Herkunft                                    | 80    |       |
| 18. November 1962      | Abram Gurwitsch                 | sowjetischer Literaturwissenschaftler, Theaterkritiker und Schachkomponist                    | 65    |       |
| 9. Oktober 1962        | Milan Vidmar                    | slowenischer Schachmeister                                                                    | 77    |       |
| 4. Mai 1962            | Josef Rejfíř                    | tschechoslowakischer Schachspieler                                                            | 52    |       |
| 23. April 1962         | Oskar Antze                     | deutscher Schachspieler                                                                       | 83    |       |
| 3. April 1962          | Ernst Grünfeld                  | österreichischer Schachgroßmeister                                                            | 68    |       |
| 11. März 1962          | Wjatscheslaw Ragosin            | sowjetischer Schachmeister                                                                    | 53    |       |
| 5. März 1962           | Charles Gilbert Marriott Watson | australischer Meister                                                                         | 83    |       |
| 15. März 1961          | Akiba Rubinstein                | polnischer Schachmeister                                                                      | 78    |       |
| 9. Februar 1961        | Grigori Löwenfisch              | sowjetischer Schachspieler                                                                    | 71    |       |
| Datum unbekannt (1961) | Blažena Janečková               | böhmisch-mährische und tschechische Schachspielerin                                           | 50?   |       |
| 25. April 1960         | Marian Wróbel                   | polnischer Schachkomponist                                                                    | 53    |       |

## 1955–1959
| Tag                    | Name                  | bekannt durch                                    | Alter | Beleg  |
| ---------------------- | --------------------- | ------------------------------------------------ | ----- | ------ |
| 19. November 1959      | Oskar Naegeli         | Schweizer Schachspieler                          | 74    |        |
| 24. Juni 1959          | Heinrich Wagner       | deutscher Schachspieler                          | 70    | [ 28 ] |
| 7. April 1959          | Moriz Henneberger     | Schweizer Meister                                | 80    |        |
| 17. März 1959          | Elena Lukauskienė     | litauische Schachspielerin                       | 50    |        |
| 11. September 1958     | Carl Carls            | deutscher Schachspieler                          | 77    |        |
| 12. September 1957     | Gustaf Nyholm         | schwedischer Meister                             | 77    |        |
| 18. August 1957        | Aimé Gibaud           | französischer Schachspieler                      | 72    |        |
| 15. Februar 1957       | Harald Malmgren       | schwedischer Fernschachgroßmeister               | 52    |        |
| 5. Januar 1957         | Oldřich Duras         | tschechischer Schachmeister und Studienkomponist | 74    |        |
| 4. Januar 1957         | Josef Krejcik         | österreichischer Schachspieler                   | 71    |        |
| 1. November 1956       | Lajos Asztalos        | ungarischer Schachspieler und Schachautor        | 67    |        |
| 8. Mai 1956            | Edith Holloway        | englische Schachspielerin                        | 88    |        |
| 5. Februar 1956        | Savielly Tartakower   | polnisch-französischer Schachmeister             | 68    |        |
| Datum unbekannt (1956) | Edith Charlotte Price | englische Schachspielerin                        | 84?   |        |
| 18. Dezember 1955      | William Winter        | britischer Schachspieler                         | 57    |        |
| 25. November 1955      | Herman Steiner        | US-amerikanisch-ungarischer Schachspieler        | 50    |        |
| 31. Juli 1955          | Frederick Esling      | australischer Meister                            | 95    |        |
| 8. März 1955           | Paul Lipke            | deutscher Schachspieler                          | 84    |        |
| 31. Januar 1955        | Henry Ernest Atkins   | englischer Schachspieler                         | 82    |        |

## 1950–1954
| Tag                    | Name                    | bekannt durch                                      | Alter | Beleg |
| ---------------------- | ----------------------- | -------------------------------------------------- | ----- | ----- |
| 19. Dezember 1954      | Frans G. Bengtsson      | schwedischer Autor und Schachspieler               | 60    |       |
| 11. November 1954      | Johannes Giersing       | dänischer Schachmeister                            | 81    |       |
| 22. Juli 1954          | Dietrich Duhm           | schweizerisch-deutscher Schachmeister              | 74?   |       |
| 7. Juni 1954           | Alan Turing             | britischer Informatiker und Kryptoanalytiker       | 41    |       |
| 23. Februar 1954       | Jacques Mieses          | deutsch-britischer Schachgroßmeister               | 88    |       |
| 13. August 1953        | Géza Nagy               | ungarischer Schachspieler                          | 60    |       |
| Datum unbekannt (1953) | Paulette Schwartzmann   | lettisch-französisch-argentinische Schachspielerin | 59?   |       |
| 18. Juni 1952          | Efim Bogoljubow         | ukrainische-russisch-deutscher Schachspieler       | 63    |       |
| 11. März 1952          | Jan Foltys              | tschechoslowakischer Schachmeister                 | 43    |       |
| 16. Dezember 1951      | T. R. Dawson            | britischer Schachkomponist                         | 62    |       |
| 11. Dezember 1951      | Joseph Henry Blake      | englischer Schachspieler                           | 92    |       |
| 18. Oktober 1951       | Edith Michell           | englische Schachspielerin                          | 79    |       |
| 29. Mai 1951           | Géza Maróczy            | ungarischer Schachgroßmeister                      | 81    |       |
| 15. Januar 1951        | Erwin Voellmy           | schweizerischer Schachmeister                      | 64    |       |
| 5. Januar 1951         | Siegfried Reginald Wolf | österreichischer Schachmeister                     | 83    |       |
| 30. Oktober 1950       | Boris Werlinski         | sowjetischer Schachmeister                         | 62    |       |

## 1945–1949
| Tag                   | Name               | bekannt durch                                   | Alter | Beleg |
| --------------------- | ------------------ | ----------------------------------------------- | ----- | ----- |
| 15. Oktober 1949      | Johannes Öhquist   | finnischer Schach-Funktionär                    | 87    |       |
| 4. September 1949     | Allan Nilsson      | schwedischer Meister                            | 50    |       |
| 21. Mai 1949          | Bjørn Nielsen      | dänischer Meister                               | 41    |       |
| 2. März 1949          | Eduard Dyckhoff    | deutscher Fernschachmeister                     | 68    |       |
| 18. November 1948     | Frédéric Lazard    | französischer Schachmeister und Schachkomponist | 65    |       |
| 29. November 1947     | Heinz von Hennig   | deutscher Schachspieler                         | 64    |       |
| 1. August 1947        | Ehrhardt Post      | deutscher Schachmeister und -funktionär         | 65    |       |
| 14. Januar 1947       | Mary Gilchrist     | schottische Schachspielerin                     | 65?   |       |
| 13. Mai 1946          | Charles Locock     | englischer Schachspieler                        | 83    |       |
| 24. März 1946         | Alexander Aljechin | russisch-französischer Schachweltmeister        | 53    |       |
| 4. Januar 1946        | Hans Duhm          | Schweizer Meister und Theologe                  | 67    |       |
| um 17./18. April 1945 | Klaus Junge        | deutscher Schachspieler aus Chile               | 21    |       |
| 22. März 1945         | Max Karstedt       | deutscher Schachkomponist                       | 77    |       |
| 15. Januar 1945       | Kornél Havasi      | ungarischer Schachspieler                       | 53    |       |

## 1940–1944
| Tag              | Name                    | bekannt durch                                                 | Alter  | Beleg  |
| ---------------- | ----------------------- | ------------------------------------------------------------- | ------ | ------ |
| 9. November 1944 | Frank Marshall          | US-amerikanischer Schachspieler                               | 67     |        |
| 27. Juni 1944    | Olga Menchik            | tschechisch-britische Schachspielerin                         | 36     |        |
| 27. Juni 1944    | Vera Menchik            | tschechisch-britische erste Schachweltmeisterin               | 38     | [ 29 ] |
| 1942 oder 1943   | Edward Gerstenfeld      | polnisch-sowjetischer Schachspieler                           | ca. 27 |        |
| 20. August 1942  | Rudolf Spielmann        | österreichischer Schachspieler                                | 59     |        |
| 8. März 1942     | José Raúl Capablanca    | kubanischer Schachweltmeister                                 | 53     |        |
| 7. März 1942     | Sergei Belawenez        | sowjetischer Schachmeister                                    | 31     |        |
| 26. Januar 1942  | Ronald Cadell Macdonald | schottischer Schachmeister                                    | 73     |        |
| 11. Januar 1941  | Emanuel Lasker          | deutscher Mathematiker, Philosoph und Schachweltmeister       | 72     |        |
| 4. Juli 1940     | Oskar Korschelt         | deutscher Chemiker, Ingenieur, Go-Spieler und Schachkomponist | 86     |        |

## 1930er Jahre
| Tag                | Name                       | bekannt durch                                                                          | Alter | Beleg  |
| ------------------ | -------------------------- | -------------------------------------------------------------------------------------- | ----- | ------ |
| 29. Dezember 1939  | Ludwig Noack               | schlesischer Schachkomponist und Jurist                                                | 86    |        |
| 12. August 1939    | Katarina Beskow            | schwedische Schachspielerin                                                            | 72    | [ 30 ] |
| 2. Juli 1939       | Florence Frankland Thomson | schottische Schachspielerin                                                            | 53    |        |
| 4. April 1938      | Arthur Kaufmann            | österreichischer Jurist und Schachmeister                                              | 66    |        |
| 22. Juni 1937      | Ludwig Bachmann            | deutscher Schachhistoriker                                                             | 80    |        |
| 18. Dezember 1936  | Leonardo Torres Quevedo    | spanischer Ingenieur und Mathematiker, Konstrukteur des Schachautomaten El Ajedrecista | 83    |        |
| 20. August 1935    | Agnes Stevenson            | englische Schachspielerin                                                              | 61    |        |
| 16. März 1935      | Aaron Nimzowitsch          | lettischer Schachmeister und -theoretiker                                              | 48    |        |
| 6. Februar 1935    | Jackson W. Showalter       | US-amerikanischer Schachspieler                                                        | 75    |        |
| 15. April 1934     | Herbert William Trenchard  | englischer Schachspieler                                                               | 76    |        |
| 17. Februar 1934   | Siegbert Tarrasch          | deutscher Schachspieler, -theoretiker und -autor                                       | 71    |        |
| 11. Dezember 1933  | Bernhard Hülsen            | deutscher Schachkomponist                                                              | 69    |        |
| 17. Oktober 1933   | Johann Berger              | österreichischer Schachtheoretiker                                                     | 88    |        |
| 14. Januar 1933    | Fritz Englund              | schwedischer Schachspieler                                                             | 61    |        |
| 11. November 1932  | Frederick Dewhurst Yates   | englischer Schachspieler                                                               | 48    |        |
| 22. April 1932     | Sándor Takács              | ungarischer Schachspieler                                                              | 39    |        |
| 29. September 1931 | Paula Kalmar-Wolf          | österreichische Schachspielerin                                                        | 50    | WSZ    |
| 2. Mai 1930        | Isidor Gunsberg            | ungarisch-englischer Schachspieler                                                     | 75    |        |

## 1920er Jahre
| Tag               | Name                    | bekannt durch                                    | Alter | Beleg |
| ----------------- | ----------------------- | ------------------------------------------------ | ----- | ----- |
| 6. Juni 1929      | Richard Réti            | tschechischer Schachspieler                      | 40    |       |
| 19. Oktober 1928  | Bertold Lasker          | deutscher Schachmeister, Arzt und Schriftsteller | 67    |       |
| 15. Januar 1927   | Dawid Janowski          | polnischer Schachspieler                         | 58    |       |
| 25. Januar 1926   | Johannes Metger         | deutscher Schachspieler                          | 74    |       |
| 25. November 1925 | Amos Burn               | englischer Schachspieler                         | 76    |       |
| 1. September 1924 | Joseph Henry Blackburne | englischer Schachspieler                         | 82    |       |
| 31. Januar 1924   | Curt von Bardeleben     | deutscher Schachspieler und -theoretiker         | 62    |       |
| 29. August 1923   | Georg Marco             | österreichischer Schachspieler und -autor        | 60    |       |
| 6. Januar 1922    | Jacob Rosanes           | deutscher Mathematiker und Schachmeister         | 79    |       |
| 9. November 1921  | Gyula Breyer            | ungarischer Schachspieler                        | 28    |       |
| 15. Dezember 1920 | Horatio Caro            | englischer Schachspieler und -theoretiker        | 58    |       |

## 1910er Jahre
| Tag               | Name                       | bekannt durch                                                              | Alter | Beleg |
| ----------------- | -------------------------- | -------------------------------------------------------------------------- | ----- | ----- |
| 29. November 1919 | Simon Winawer              | polnischer Schachspieler                                                   | 81    |       |
| 27. Dezember 1918 | Carl Schlechter            | österreichischer Schachspieler                                             | 44    |       |
| 5. Oktober 1918   | Johannes Kohtz             | deutscher Schachkomponist                                                  | 75    |       |
| 10. Juni 1918     | Albert Clerc               | französischer Schachspieler                                                | 87    |       |
| 8. Mai 1917       | John Washington Baird      | US-amerikanischer Schachspieler                                            | 65    |       |
| 27. Dezember 1916 | Hugo Süchting              | deutscher Schachspieler                                                    | 42    |       |
| 2. November 1915  | Isaac Rice                 | US-amerikanischer Jurist, Unternehmer und Schachspieler deutscher Herkunft | 65    |       |
| 16. Juli 1914     | Carl Kockelkorn            | deutscher Schachkomponist                                                  | 70    |       |
| 13. März 1913     | Edward Nathan Frankenstein | britischer Schachkomponist                                                 | 73    |       |
| 17. August 1913   | Wilhelm Cohn               | deutscher Schachspieler                                                    | 54    |       |
| 29. November 1912 | Lorenzo Mavilis            | griechischer Gelehrter, Dichter, Schachkomponist und Parlamentarier        | 52    |       |
| 10. April 1911    | Sam Loyd                   | US-amerikanischer Spiele- und Rätselerfinder und Schachkomponist           | 70    |       |
| 25. Oktober 1910  | Adolf Schwarz              | österreich-ungarischer Schachmeister                                       | 73    |       |

## 1900er Jahre
| Tag               | Name                       | bekannt durch                                             | Alter | Beleg |
| ----------------- | -------------------------- | --------------------------------------------------------- | ----- | ----- |
| 2. August 1909    | Rudolf Swiderski           | deutscher Schachmeister                                   | 31    |       |
| 11. April 1908    | Henry Edward Bird          | englischer Schachspieler                                  | 77    |       |
| 25. Januar 1908   | Michail Tschigorin         | russischer Schachspieler                                  | 57    |       |
| 11. Mai 1907      | George Gossip              | englischer Schachspieler und -autor                       | 65    |       |
| 17. Juni 1906     | Harry Nelson Pillsbury     | US-amerikanischer Schachspieler                           | 33    |       |
| 30. November 1905 | Gustavus Charles Reichhelm | US-amerikanischer Schachkomponist                         | 66    |       |
| 12. April 1905    | Charles Ranken             | englischer Schachspieler                                  | 77    |       |
| 26. Januar 1904   | Berthold Suhle             | deutscher Schachspieler                                   | 67    |       |
| 1. Juni 1903      | Josef Noa                  | österreich-ungarischer Schachspieler                      | 46    |       |
| 3. Oktober 1902   | Carl August Walbrodt       | deutscher Schachspieler                                   | 30    |       |
| 6. Oktober 1901   | Charles Henry Stanley      | US-amerikanischer Schachspieler                           | 82    |       |
| 12. August 1900   | William Steinitz           | österreichisch-US-amerikanischer erster Schachweltmeister | 64    |       |
| 18. April 1900    | Rudolf Charousek           | tschechischer Schachmeister                               | 26    |       |

## 1890er Jahre
| Tag               | Name                                | bekannt durch                                          | Alter | Beleg |
| ----------------- | ----------------------------------- | ------------------------------------------------------ | ----- | ----- |
| 8. Dezember 1899  | Max Lange                           | Verleger, Autor und Schachspieler                      | 67    |       |
| 27. Juli 1899     | Tassilo von Heydebrand und der Lasa | deutscher Schachspieler                                | 80    |       |
| 1. April 1898     | Celso Golmayo Zúpide                | kubanisch-spanischer Schachspieler                     | 77    |       |
| 19. Oktober 1897  | Berthold Englisch                   | österreichischer Schachmeister                         | 46    |       |
| 5. Oktober 1896   | William H. K. Pollock               | englischer Chirurg und Schachspieler                   | 37    |       |
| 13. März 1895     | William Norwood Potter              | englischer Schachspieler                               | 54    |       |
| 11. Mai 1894      | Alexander Wittek                    | österreichisch-ungarischer Architekt und Schachspieler | 41    |       |
| 15. April 1893    | Jean Dufresne                       | deutscher Schachspieler                                | 64    |       |
| 12. August 1892   | Edward Chamier                      | französischer Schachspieler                            | 51    |       |
| 18. August 1891   | Louis Paulsen                       | deutscher Schachspieler                                | 58    |       |
| 14. April 1891    | George Henry Mackenzie              | schottisch-US-amerikanischer Schachspieler             | 54    |       |
| 27. Dezember 1890 | Walter Grimshaw                     | britischer Schachkomponist                             | 58    |       |

## 1880er Jahre
| Tag               | Name                                                | bekannt durch                                         | Alter  | Beleg |
| ----------------- | --------------------------------------------------- | ----------------------------------------------------- | ------ | ----- |
| 2. November 1889  | Théodore Herlin                                     | französischer Schachkomponist                         | 72     |       |
| 20. Juni 1888     | Johannes Hermann Zukertort                          | russisch-polnisch-englisch-deutscher Schachmeister    | 45     |       |
| 2. Februar 1887   | Luigi Sprega                                        | italienischer Schachmeister                           | 57-58? |       |
| 3. Februar 1886   | Marcus Kann                                         | österreichischer Schachmeister                        | 65-66? |       |
| 29. August 1885   | Bernhard Horwitz                                    | deutsch-britischer Schachspieler und Studienkomponist | 78     |       |
| 14. Dezember 1885 | Ernst Falkbeer                                      | österreichischer Schachmeister                        | 66     |       |
| 18. Januar 1884   | John Wisker                                         | englisch-australischer Schachspieler                  | 37     |       |
| 10. Juli 1884     | Paul Morphy                                         | US-amerikanischer Schachspieler                       | 47     |       |
| Dezember? 1883    | Marc Léon Bruno Joseph Gustave d’Isoard-Vauvenargue | französischer Adliger                                 | 79     |       |
| 9. Mai 1882       | Louis Eichborn                                      | deutscher Bankier und Schachspieler                   | 69     |       |
| 13. Januar 1882   | Samuel Boden                                        | englischer Schachspieler                              | 55     |       |

## 1870er Jahre
| Tag                      | Name                   | bekannt durch                                         | Alter | Beleg |
| ------------------------ | ---------------------- | ----------------------------------------------------- | ----- | ----- |
| 13. März 1879            | Adolf Anderssen        | deutscher Schachspieler                               | 60    |       |
| 20. Juli 1876            | Johann Jacob Löwenthal | britischer Schachspieler                              | 66    |       |
| 22. Juni 1874            | Howard Staunton        | britischer Schachspieler und Shakespeare-Forscher     | 64    |       |
| 18. August 1873          | Karl II.               | Herzog von Braunschweig und Lüneburg                  | 68    |       |
| 29. Oktober 1872         | Pierre Saint-Amant     | französischer Schachspieler                           | 72    |       |
| 3. August 1872           | William Davies Evans   | walisischer Seemann und Schachspieler                 | 82    |       |
| 15. oder 16. Januar 1872 | Vincenz Grimm          | österreich-ungarischer Kunsthändler und Schachspieler | 70    |       |
| 22. Oktober 1870         | William Lewis          | englischer Schachspieler                              | 83    |       |

## 1860er Jahre
| Tag                 | Name                   | bekannt durch                                     | Alter | Beleg |
| ------------------- | ---------------------- | ------------------------------------------------- | ----- | ----- |
| 22. Aprilgreg. 1867 | Alexander Petrow       | russischer Schachspieler, -theoretiker und -autor | 73    |       |
| 11. November 1864   | Peter August d’Orville | deutscher Schachkomponist                         | 60    |       |

## 1850er Jahre
| Tag               | Name                            | bekannt durch                              | Alter | Beleg |
| ----------------- | ------------------------------- | ------------------------------------------ | ----- | ----- |
| 13. Januar 1857   | József Szén                     | ungarischer Schachspieler                  | 51    |       |
| 8. September 1854 | Elijah Williams                 | englischer Schachspieler                   | 44    |       |
| 18. Mai 1853      | Lionel Kieseritzky              | deutschbaltischer Schachspieler            | 47    |       |
| 29. Juni 1851     | Friedrich Wilhelm von Mauvillon | deutscher Schachspieler                    | 80    |       |
| 7. Oktober 1850   | Karl Schorn                     | deutscher Historienmaler und Schachspieler | 46    |       |

## 1840er Jahre
| Tag               | Name                                 | bekannt durch                                | Alter | Beleg |
| ----------------- | ------------------------------------ | -------------------------------------------- | ----- | ----- |
| 15. Dezember 1849 | Julius Brede                         | deutscher Schriftsteller und Schachkomponist | 49?   |       |
| 9. Januar 1848    | Henry Augustus Loveday               | britischer Schachkomponist                   | 32    |       |
| 27. Oktober 1847  | Alexandre Deschapelles               | französischer Schachspieler                  | 67    |       |
| 6. August 1846    | Ludwig Bledow                        | deutscher Schachspieler                      | 51    |       |
| 13. Dezember 1840 | Louis-Charles Mahé de La Bourdonnais | französischer Schachspieler                  | 45?   |       |

## 1830er Jahre
| Tag                | Name                | bekannt durch                                | Alter | Beleg |
| ------------------ | ------------------- | -------------------------------------------- | ----- | ----- |
| 25. August 1836    | Julius Mendheim     | deutscher Schachspieler und Problemkomponist | 48 ?  |       |
| 14. September 1835 | Alexander McDonnell | irischer Schachspieler                       | 37    |       |

## 1820er Jahre
| Tag                  | Name                    | bekannt durch                                      | Alter | Beleg |
| -------------------- | ----------------------- | -------------------------------------------------- | ----- | ----- |
| 24. Februar 1825     | Thomas Bowdler          | englischer Schachspieler der 1780er Jahre und Arzt | 70    |       |
| 2. oder 3. März 1823 | Johann Baptist Allgaier | deutsch-österreichischer Schachmeister             | 59    |       |

## 1810er Jahre
| Tag                | Name                | bekannt durch                      | Alter | Beleg |
| ------------------ | ------------------- | ---------------------------------- | ----- | ----- |
| 6. November 1819   | Jacob Henry Sarratt | englischer Schachspieler und Autor | 47 ?  |       |
| 12. September 1812 | Elias Stein         | niederländischer Schachspieler     | 64    |       |

## 1800er Jahre
| Tag                   | Name                    | bekannt durch                              | Alter | Beleg |
| --------------------- | ----------------------- | ------------------------------------------ | ----- | ----- |
| 1804, Datum unbekannt | Verdoni                 | italienischer Schachspieler                |       |       |
| 26. März 1804         | Wolfgang von Kempelen   | Erfinder des Schachtürken                  | 70    |       |
| 22. Juni 1803         | Wilhelm Heinse          | deutscher Schriftsteller und Schachspieler | 57    |       |
| 23. Mai 1802          | Domenico Ercole del Rio | italienischer Schachspieler                | ?     |       |

## 18. Jahrhundert
| Tag                   | Name                            | bekannt durch                                                      | Alter | Beleg |
| --------------------- | ------------------------------- | ------------------------------------------------------------------ | ----- | ----- |
| 15. Juli 1796         | Domenico Lorenzo Ponziani       | italienischer Schachmeister und Schachtheoretiker                  | 76    |       |
| 31. August 1795       | François-André Danican Philidor | französischer Musiker und Schachspieler                            | 68    |       |
| 1793, Datum unbekannt | François Antoine de Legall      | französischer Schachspieler                                        | 90?   |       |
| 17. April 1790        | Benjamin Franklin               | US-amerikanischer Gründervater und Philosoph (The Morals of Chess) | 84    |       |
| Circa 1780            | Carlo Cozio                     | italienischer Schachspieler und -autor                             |       |       |
| 4. Juni 1769          | Giambattista Lolli              | italienischer Schachspieler                                        |       |       |
| Juni oder Juli 1755   | Philipp Stamma                  | syrischer Schachmeister                                            |       |       |
| Mai 1737              | Alexander Cunningham            | britischer Diplomat, Historiker und Schachspieler                  |       |       |
| 25. Oktober 1733      | Giovanni Girolamo Saccheri      | italienischer Mathematiker, Philosoph und Schachspieler            | 66    |       |
| Dezember 1730         | Alexander Cunningham of Block   | schottischer Jurist, Gelehrter und Schachspieler                   |       |       |

## 17. Jahrhundert
| Tag                | Name              | bekannt durch               | Alter | Beleg |
| ------------------ | ----------------- | --------------------------- | ----- | ----- |
| 18. September 1647 | Pietro Carrera    | italienischer Schachspieler | 74    |       |
| um 1640            | Alessandro Salvio | italienischer Schachspieler | 70?   |       |
| 1634               | Gioachino Greco   | italienischer Schachspieler | 34?   |       |

## 16. Jahrhundert
| Tag               | Name                           | bekannt durch                         | Alter | Beleg |
| ----------------- | ------------------------------ | ------------------------------------- | ----- | ----- |
| 1598              | Paolo Boi                      | italienischer Schachspieler           | 70?   |       |
| 1597              | Giovanni Leonardo da Cutri     | italienischer Schachspieler           | 55?   |       |
| 1580              | Ruy López de Segura            | spanischer Priester und Schachspieler | 50?   |       |
| um 1544           | Damiano de Odemira             | portugiesischer Schachautor           | ??    |       |
| um 1530           | Luis Ramírez Lucena            | spanischer Schachspieler und -autor   | 65?   |       |
| 6. September 1506 | Francesc de Castellví i de Vic | spanischer Schachpoet                 | ??    |       |

## 15. Jahrhundert
| Tag              | Name                  | bekannt durch                                                | Alter | Beleg |
| ---------------- | --------------------- | ------------------------------------------------------------ | ----- | ----- |
| 1405             | Ala ad-Din at-Tabrizi | persischer Historiker und Schatrandschmeister                | ?     |       |
| 19. Februar 1405 | Timur                 | zentralasiatischer Eroberer, Namensgeber von Tamerlan-Schach | 68    |       |

## Frühmittelalter
| Jahr                        | Name                                                 | bekannt durch                   | Alter | Beleg |
| --------------------------- | ---------------------------------------------------- | ------------------------------- | ----- | ----- |
| um 970                      | Abu l-Faradsch al-Muzaffar ibn Sa'ud al-Ladschladsch | arabischer Schatrandsch-Meister | 70?   |       |
| 946                         | Abu Bakr Muhammad bin Yahya as-Suli                  | arabischer Schatrandsch-Meister | 66?   |       |
| unbekannt (10. Jahrhundert) | al-Mawardi                                           | arabischer Schatrandsch-Meister | ??    |       |
| um 870                      | al-Adli                                              | arabischer Schatrandsch-Meister | 60?   |       |
| um 860                      | ar-Razi                                              | arabischer Schatrandsch-Meister | 35?   |       |
| unbekannt (9. Jahrhundert)  | Abd al-Dschafar al-Ansari                            | arabischer Schatrandsch-Meister | ??    |       |
| unbekannt (9. Jahrhundert)  | Abu Naim al-Khadim                                   | arabischer Schatrandsch-Meister | ??    |       |
| unbekannt (9. Jahrhundert)  | Jabir al-Kufi                                        | arabischer Schatrandsch-Meister | ??    |       |
| unbekannt (9. Jahrhundert)  | Rabrab                                               | arabischer Schatrandsch-Meister | ??    |       |
| um 714                      | Sa‘id bin Jubair                                     | arabischer Schatrandsch-Meister | 49?   |       |